# Sutra del loto

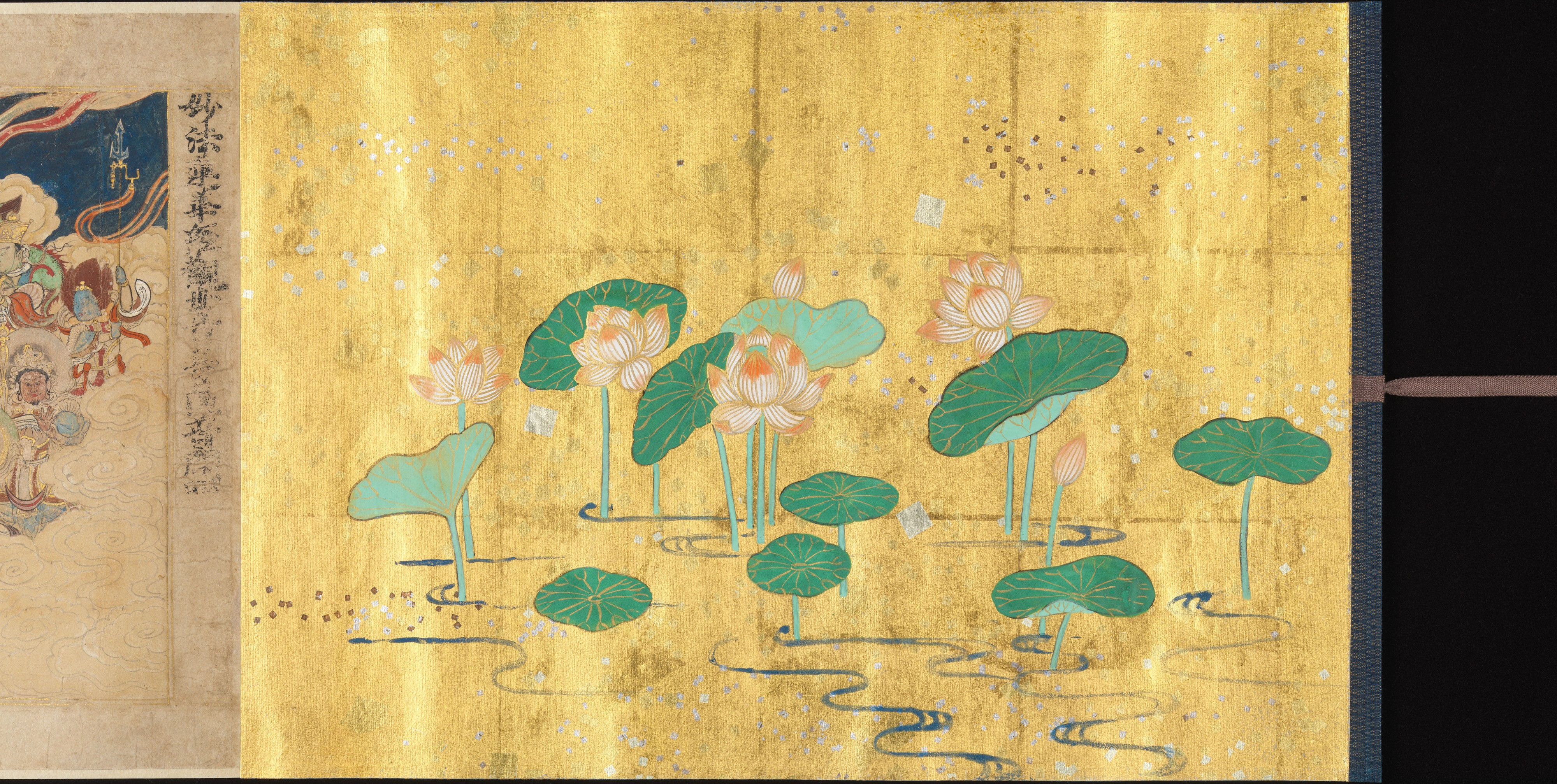
Ilustración japonesa del sutra que representa lotos blancos, periodo Kamakura, c. 1257.

El Sutra del loto (en sánscrito, Saddharma Puṇḍarīka Sūtra, lit. «Sutra sobre el loto blanco del verdadero dharma») es uno de los sūtras budistas mahāyāna más influyentes y venerados. Es la principal escritura (sutra) sobre la que se estableció la escuela budista Tiantai y sus escuelas derivadas, Tendai y Nichiren (en Japón), Cheontae (en Corea) y Thiên Thai (en Vietnam). También es influyente para otras escuelas budistas de Asia oriental, como el Zen. En China, el texto se llama Miao-fa lien-hua ching o Fa-hua Ching y, en Japón, Myōhō renge kyō o Hokekyō. Si bien no ha ocupado un lugar prominente en las tradiciones Mahayana de la India o el Tíbet, el Sutra del loto ha influenciado profundamente por siglos el pensamiento, arte y literatura budistas a lo largo de Asia oriental. Sus ideas han servido como la base de sistemas filosóficos y prácticas de meditación y rituales, mientras que sus parábolas e imágenes míticas han inspirado pinturas, obras de teatro y poesía.
Durante siglos, el Sutra del loto ha estado estrechamente asociado en Asia oriental con el Sutra de los Innumerables Significados (en sánscrito: अनन्त निर्देश सूत्र, Ananta Nirdeśa Sūtra; en chino: 無量義經; Wúliángyì Jīng; en japonés: Muryōgi Kyō; en coreano: Muryangeui Gyeong) y el Sutra de la Contemplación sobre la Práctica del Dharma del Bodhisattva Sabio Universal (en chino: 观普贤菩萨行法经, guān pǔxián púsà xíngfǎ jīng; en japonés: 普賢経, fugen-kyō; en vietnamita: Kinh Quán Phổ Hiền Bồ Tát Hạnh Pháp; en coreano: 관보현보살행법경; Gwanbohyeonbosalhaengbeop Gyeong), generalmente denominados los sutras de «apertura» y «cierre». Los tres en su conjunto se conocen como el «Sutra de la flor del Dharma en tres partes» y se publican como «El triple Sutra del loto».
El sutra, compuesto principalmente en verso, tiene un total de 28 capítulos y contiene muchos encantamientos y mantras (cantos sagrados). Como ocurre con la mayoría de sutras mahayana, se sabe muy poco de las circunstancias que rodearon su creación. Varias versiones en sánscrito existen, y fue traducido al menos 17 veces al chino, si bien solo tres traducciones aún sobreviven, incluyendo una hecha por Kumarajiva (406). Los estudios datan el origen de las partes más antiguas de este texto entre los años 40 y 220 d. C. Fue traducido por primera vez al chino en el siglo III d. C. y se hizo muy popular en China y Japón, donde la creencia común sostenía que el simple acto de cantarlo traería la salvación.El capítulo 25, que describe la gloria y los poderes especiales del gran bodhisattva de la compasión, Avalokitshvara (Guan Yin en chino; Kannon en japonés), ha tenido una importante vida aparte bajo el nombre de Kuan-yin Ching (Kannon-gyō en japonés). Este bodhisattva, que encarna la compasión, es probablemente la figura budista más popular e importante en el este de Asia, y se la encuentra no sólo en templos budistas de todo tipo y tamaño, sino también en templos taoístas y populares chinos, en santuarios sintoístas, en hogares y en enormes estatuas al aire libre.
La idea central en Sutra del loto es la existencia de un único «vehículo», el ekāyano, que es el mensaje del Buda que transportará a quienes lo cultiven a la meta final de la liberación. Si bien hay tres grupos separados (o tres vehículos) de seguidores del Buda—los discípulos (śrāvaka), los pratyekabudas (aquellos que alcanzan la liberación en soledad y sin ayuda de otros) y los bodhisattvas—, el Sutra del loto enfatiza que el verdadero vehículo del Buda está abierto a todas las personas, y hay realmente un solo vehículo (si bien el Sutra nunca explica realmente cuál es, lo que ha abierto la vía para lecturas diametralmente opuestas del sutra). De hecho, todas las personas son bodhisattvas. El Sutra del loto ofrece de esta manera al laicado la posibilidad de la iluminación. Muchos devotos de este sutra creen firmemente en el valor de recitar y copiar el sutra como un acto de mérito y devoción.
Muchos consideran que el Sutra del loto es un clásico religioso de gran belleza y poder y una de las obras más importantes y populares de la tradición Mahāyāna, la forma de budismo predominante en Asia oriental. El título hace referencia a la planta del loto, especialmente al loto sagrado cuya flor grande, elevada, extendida y hermosa florece sobre las aguas fangosas de sus raíces, y que es sagrada tanto en el hinduismo como en el budismo, y se usaba en el antiguo Egipto para representar el renacimiento. La flor de loto, que se utiliza a menudo como base de estatuas de budas y bodhisattvas o que aparece en las manos de los bodhisattvas, puede ser el símbolo budista más común. Es especialmente importante en el budismo Mahayana, donde simboliza al bodhisattva como alguien que está firmemente enraizado en el barro de la tierra y florece hacia el cielo. De acuerdo con el budólogo británico Paul Williams, «Para muchos budistas en Asia oriental desde tiempos tempranos, el Sutra del loto contiene la enseñanza final del Buda Shakyamuni—completa y suficiente para la salvación». El estudioso estadounidense del budismo Donald S. López Jr. escribe que el Sutra del loto «es posiblemente el más famoso de todos los textos budistas», ya que presenta «una revisión radical tanto del camino budista como de la persona del Buda».
Dos enseñanzas centrales del Sutra del Loto han sido muy influyentes para el budismo Mahāyāna. La primera es la doctrina del 'vehículo único', según la cual todos los caminos y prácticas budistas conducen a la budeidad y, por lo tanto, todos son simplemente «medios hábiles» (upayā) para alcanzar la Budeidad. La segunda es la idea de que el tiempo de vida del Buda es inconmensurable y que, por lo tanto, no avanzó realmente al nirvana final (sólo pareció hacerlo como upayā), sino que sigue activo en el mundo enseñando el Dharma.
Si bien el Sutra del Loto ha sido objeto de críticas, ha ejercido una enorme influencia en Asia oriental desde el momento de su traducción hasta la actualidad. Gran parte de la influencia del Sutra puede atribuirse a que fue defendido por las escuelas y denominaciones Tiantai/Tendai y Nichiren. Fundada por Zhiyi en el siglo VI d. C., Tiantai intentó ordenar la enorme variedad de sutras budistas tratando al Sutra del loto como la suma de las enseñanzas de Buda. Esta interpretación del Sutra fue enormemente influyente durante muchos siglos, incluso después de que Tiantai como escuela prácticamente hubiera desaparecido. El Sutra del loto, que llegó a Japón entre los primeros textos budistas procedentes de Corea y China, pronto se estableció como el principal protector espiritual de la nación, y se construyeron monasterios y conventos en todas las provincias, principalmente con el propósito de recitar el sutra.Todas las figuras importantes en el desarrollo de las nuevas denominaciones del budismo en Japón estudiaron el Sutra del Loto, incluido Dōgen. En particular, Nichiren fue fanáticamente devoto del Sutra del loto, y en diferentes momentos de su vida instó a su estudio, ensalzó la devoción hacia él e incluso proclamó la conveniencia de recitar únicamente su título. En los últimos tiempos ha servido de base para numerosos movimientos budistas reformistas, especialmente en Taiwán y Japón. En Taiwán, es la inspiración inicial detrás de la monja Cheng Yen (fundadora de la Fundación Tsu-chi, la organización caritativa budista más grande del mundo). Con el resurgimiento del budismo en China, el sutra es ampliamente estudiado y recitado allí también, tanto por monjes como por laicos. En Japón, más de 50 nuevas organizaciones religiosas budistas afirman estar basadas en el Sutra del Loto, entre las que destacan la Soka Gakkai (actualmente una de las mayores organizaciones budistas del mundo), la Rissho Kosei-kai y la Reiyu-kai, la madre de la gran mayoría de los nuevos movimientos y organizaciones budistas japoneses.

## Título

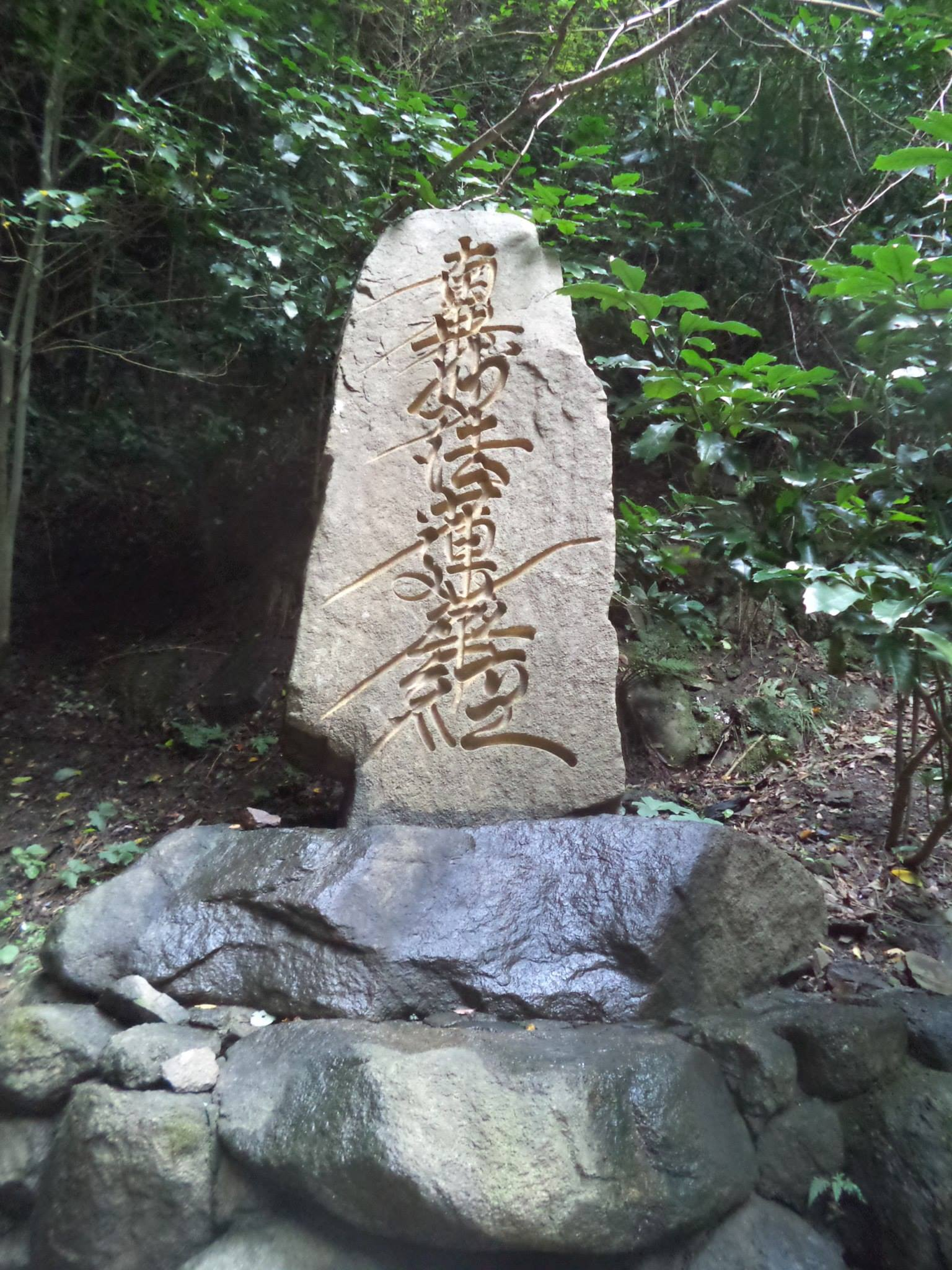
El título japonés del Sutra del Loto (el "daimoku") representado en una inscripción en piedra.

El título sánscrito más antiguo que se conoce para el sūtra es Saddharma Puṇḍarīka Sūtra, que puede traducirse como «la Escritura de la Flor de Loto del Dharma Fino» o «El Discurso sobre el Loto Blanco de la Doctrina Verdadera». La forma abreviada «Sutra del loto» es más común.
En chino, el título del sutra en la traducción de Kumarajiva es 妙法蓮華經 (Miàofǎ Liánhuá jīng). Los caracteres significan: Sutil (妙) Dharma (法) Loto (蓮) Flor (華) Sutra (經). En japonés es 妙法蓮華経 (Myōhō Renge Kyō). Gene Reeves escribe que «el título abreviado habitual es 法華経, pronunciado Fa-hua jingin en chino y Hoke-kyō en japonés». Esto se traduciría como «Sutra de la Flor del Dharma». Mientras tanto, el título de la traducción china de Dharmaraksha es 正法華經 (Zheng-fa-hua jing), «Verdadero Sutra de la Flor del Dharma».
Según Donald S. López, la «puṇḍarīka» (el loto blanco) es un símbolo «de particular pureza en la literatura india», mientras que el término «saddharma» («verdadera doctrina») se «utiliza para distinguir el Sutra del Loto de todas las demás enseñanzas anteriores de Buda». También se dice que las imágenes de la flor de loto apuntan a la conexión terrenal de los Budas y los bodhisattvas. El loto está arraigado en la tierra y, sin embargo, florece por encima del agua al aire libre, al igual que el bodhisattva vive en el mundo pero permanece sin mancharse con él.

## Temas principales

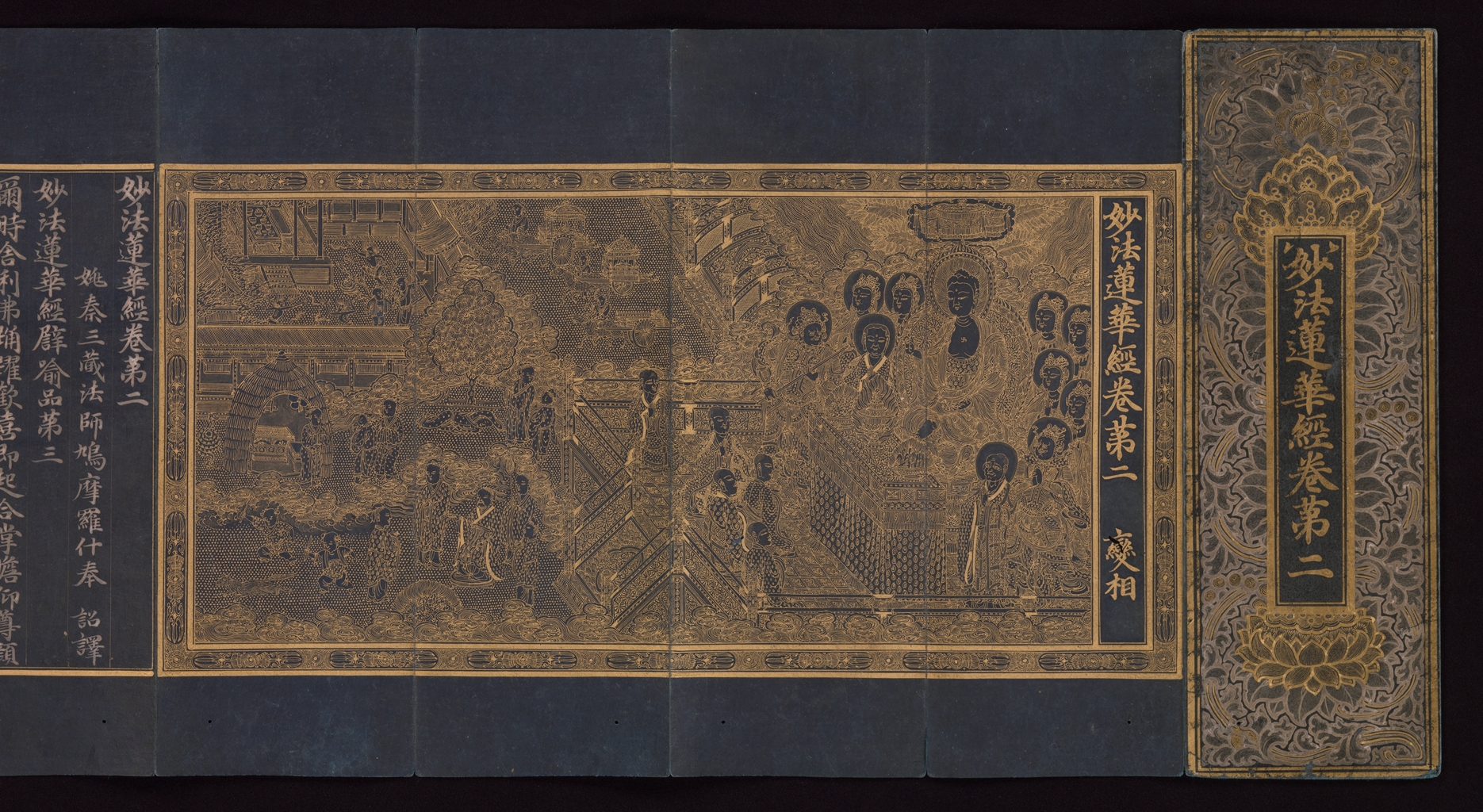
En la parábola de la casa en llamas (mostrada en la parte superior de esta ilustración coreana del sutra), un padre utiliza tres tipos de carros para que sus hijos salgan de una casa en llamas. Sin embargo, cuando escapan del fuego, todos reciben un solo tipo de carro.

### Un vehículo, muchos medios hábiles
El Sutra del Loto es conocido por su extensa instrucción sobre los «medios hábiles» (sánscrito: upāyakauśalya o upāya, en chino: fangbian, en japonés: hōben), que se refiere a cómo los Budas enseñan de muchas maneras adaptadas a las necesidades de sus discípulos. Este concepto de estrategias pedagógicas se explica a menudo mediante parábolas o alegorías. En el Sutra del Loto, las numerosas prácticas y enseñanzas «hábiles» o «convenientes» enseñadas por el Buda (incluidos los «tres vehículos» hacia el despertar) se revelan como parte del «vehículo único» (en sánscrito: ekayāna, en chino:一乘; yīchéng), el camino supremo y abarcador que conduce a la budeidad. Además, este vehículo único no es otro que la miríada de medios hábiles que son sus expresiones y modos. Como dice el Buda en el sutra «busca como quieras en las diez direcciones, no hay otro vehículo, aparte de los upāyas de los budas».
El vehículo único se asocia con el mahāyāna («gran vehículo»), que es un camino que rechaza la interrupción del renacimiento (el nirvana individual o la «extinción» del santo budista) y busca permanecer heroicamente en el mundo del sufrimiento para ayudar a otros seres y lograr la budeidad. En el Sutra del Loto, el vehículo único abarca muchas enseñanzas diferentes y aparentemente contradictorias porque la gran compasión del Buda y su deseo de salvar a todos los seres (bodhicitta) le llevaron a adaptar la enseñanza para que se ajustara a muchos tipos de personas y contextos diferentes. Como afirma el Buda en el Sutra del Loto: «Desde que me convertí en Buda, he utilizado una variedad de explicaciones causales y una variedad de parábolas para enseñar y predicar, e innumerables medios hábiles para guiar a los seres vivos».
El Sutra del Loto considera también que todas las demás enseñanzas están subordinadas a la verdad última del «vehículo único de buda», una meta que está al alcance de todos. Esto puede ser, y ha sido, interpretado por algunas figuras en un sentido exclusivo y jerárquico, en el sentido de que se debe prescindir de todas las demás enseñanzas budistas. Sin embargo, Reeves y otros intérpretes entienden el vehículo único en un sentido más pluralista e inclusivo que abarca y reconcilia todas las enseñanzas y prácticas budistas. Algunos incluso han aplicado este universalismo a las enseñanzas no budistas.
Reeves también señala que el tema de la unidad y la diferencia también incluye otras ideas además del vehículo único. Según Reeves, en el Sutra del Loto, «en más de una ocasión, por ejemplo, los muchos mundos del universo se reúnen en una unidad». Del mismo modo, aunque se dice que hay muchos Budas, todos están estrechamente relacionados con Shakyamuni y todos enseñan lo mismo.

### Todos los seres tienen el potencial de convertirse en budas

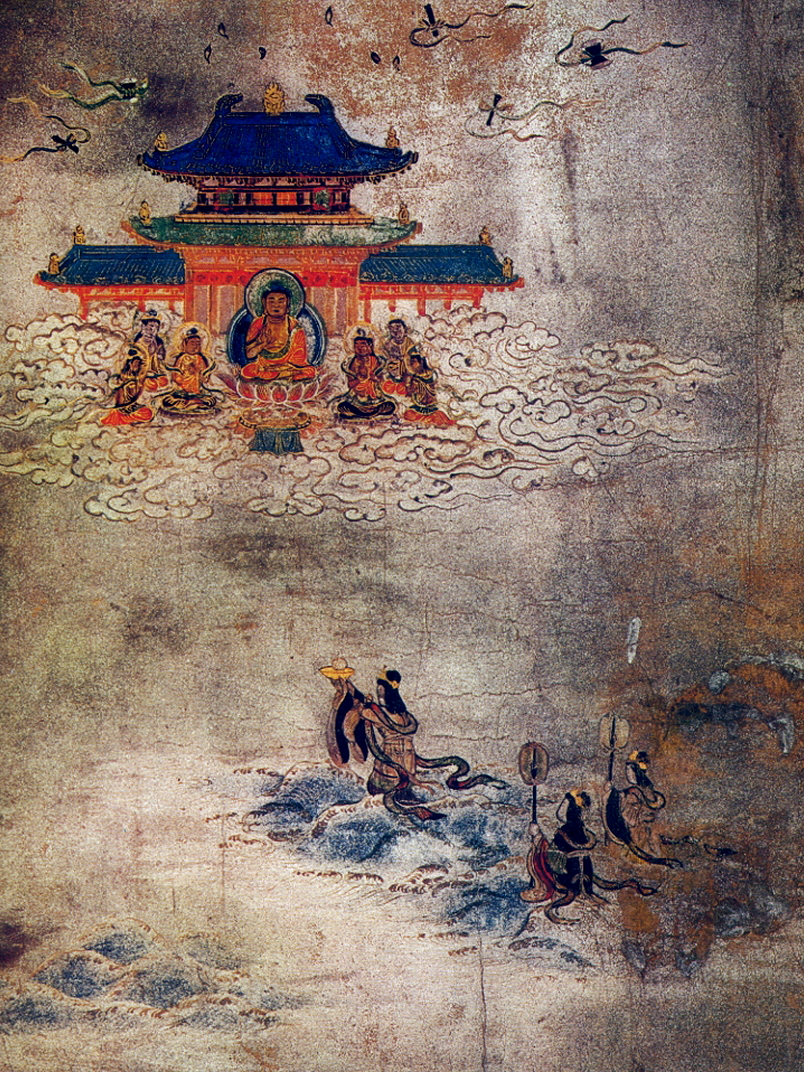
La hija del rey dragón ofrece su valiosa perla a Buda. Frontispicio de un manuscrito del Sutra del Loto del.

Otra importante enseñanza del Sutra del Loto es que todos los seres pueden convertirse en budas. El sutra considera que el despertar de un Buda es el único y último objetivo y afirma con audacia que «de cualquiera que escuche el dharma, ninguno dejará de alcanzar la budeidad». Numerosas figuras del sutra reciben predicciones de la futura budeidad, incluido el villano budista por excelencia, Devadatta. En el capítulo 10, el Buda señala que todo tipo de personas se convertirán en budas, incluyendo monjes, monjas, laicos, junto con numerosos seres no humanos como los nagas. Incluso aquellos que sólo practican formas sencillas de devoción, como rendir respeto al Buda o hacer un dibujo del mismo, tienen asegurada su futura condición de buda.
Según Gene Reeves, esta enseñanza también nos anima a ver este potencial de budeidad en todos los seres, incluso en los enemigos, así como a «darnos cuenta de nuestra propia capacidad de ser un buda». Según Reeves, la historia de la niña dragón promueve la idea de que las mujeres también pueden convertirse en budas al igual que los monjes. Reeves considera que se trata de un mensaje inclusivo que «afirma la igualdad de todos y trata de ofrecer una comprensión del Buda-dharma que no excluye a nadie».
Aunque el término naturaleza de buda (buddhadhatu) no se menciona en el Sutra del Loto, los estudiosos japoneses Hajime Nakamura y Akira Hirakawa sugieren que el concepto está implícitamente presente en el texto. Un comentario indio (atribuido a Vasubandhu), interpreta el Sutra del Loto como una enseñanza de la naturaleza de buda y los comentarios posteriores de Asia oriental tendieron a adoptar esta visión. Los comentaristas chinos señalaron la historia del bodhisattva Nunca Desdeñoso del capítulo 20 como prueba de que el Sutra del Loto enseña implícitamente la naturaleza de buda.

### La naturaleza de los budas y bodhisattvas

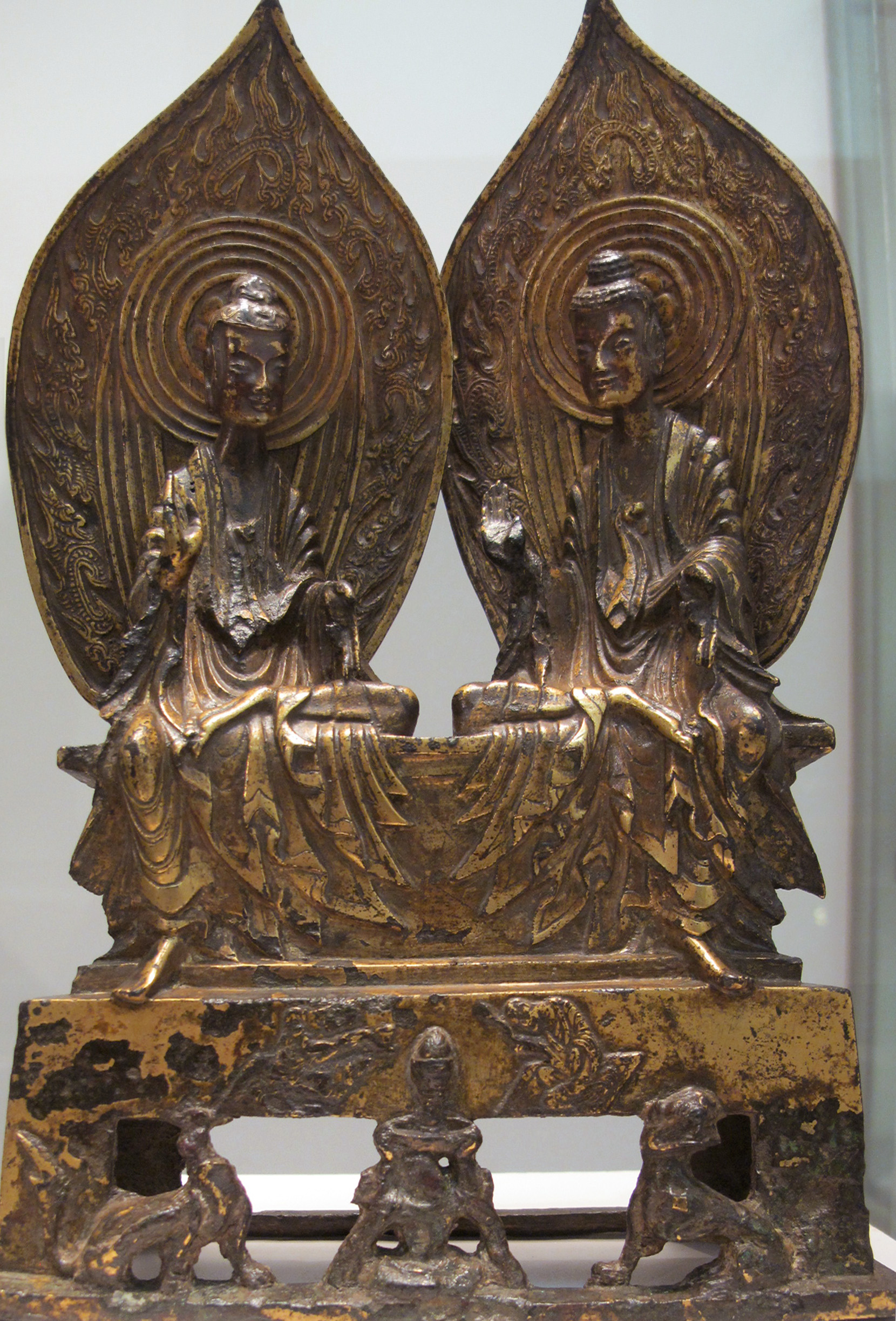
Los budas Prabhūtaratna y Shakyamuni sentados uno al lado del otro en la estupa enjoyada. Estela de bronce y oro, c. 518 d. C., dinastía Wei del Norte.

Otro concepto clave introducido por el Sūtra del Loto es la idea de que la duración de la vida del Buda es inconmensurable y que el sigue presente en el mundo. El texto afirma que el Buda realmente alcanzó la budeidad hace innumerables eones (kalpas), pero permanece en el mundo para ayudar a enseñar a los seres el Dharma una y otra vez. Se dice que la vida del Buda es incalculable, más allá de la imaginación, y que el es «siempre perdurable, nunca perece». La biografía y la muerte aparente (paranirvana, «nirvana final») del Buda Sakyamuni (Gautama) se describen como una manifestación ilusoria, un medio hábil destinado a enseñar a los demás.
La idea de que la muerte física de un Buda es la terminación de su vida queda gráficamente refutada por la aparición de otro Buda, Prabhūtaratna, que ha enseñado el Sutra del Loto hace incontables eones. El Sutra del Loto indica que no sólo pueden existir múltiples Budas en el mismo tiempo y lugar (lo que contrasta con los puntos de vista indios anteriores), sino que hay innumerables Budas que se extienden por todo el espacio y a través de eones de tiempo incuantificables. El Sutra del Loto ilustra un sentido de atemporalidad inconcebible, utilizando a menudo grandes números y medidas de espacio y tiempo.
Jacqueline Stone escribe que el Sutra del Loto afirma la opinión de que el Buda permanece constantemente en nuestro mundo actual. Como afirma el Sutra en el capítulo 16, el Buda permanece «constantemente morando en esta esfera del mundo Sahā, predicando el dharma, enseñando y convirtiendo». Según Stone, también se ha interpretado que el sutra promueve la idea de que el campo del Buda (buddhakṣetra) «es en cierto sentido inmanente en el mundo presente, aunque radicalmente diferente de nuestra experiencia ordinaria de estar libre de decadencia, peligro y sufrimiento». Según este punto de vista, muy influyente en el budismo tiantai y japonés, «este mundo y la tierra pura no son, en última instancia, lugares separados, sino que, de hecho, no son duales».
Según Gene Reeves, el Sutra del Loto también enseña que el Buda tiene muchas encarnaciones y que éstas son los innumerables discípulos bodhisattvas. Estos bodhisattvas eligen permanecer en el mundo para salvar a todos los seres y mantener viva la enseñanza. Para Reeves «la vida fantásticamente larga del Buda, en otras palabras, es, al menos en parte, una función y depende de su encarnación en otros».

## Resumen

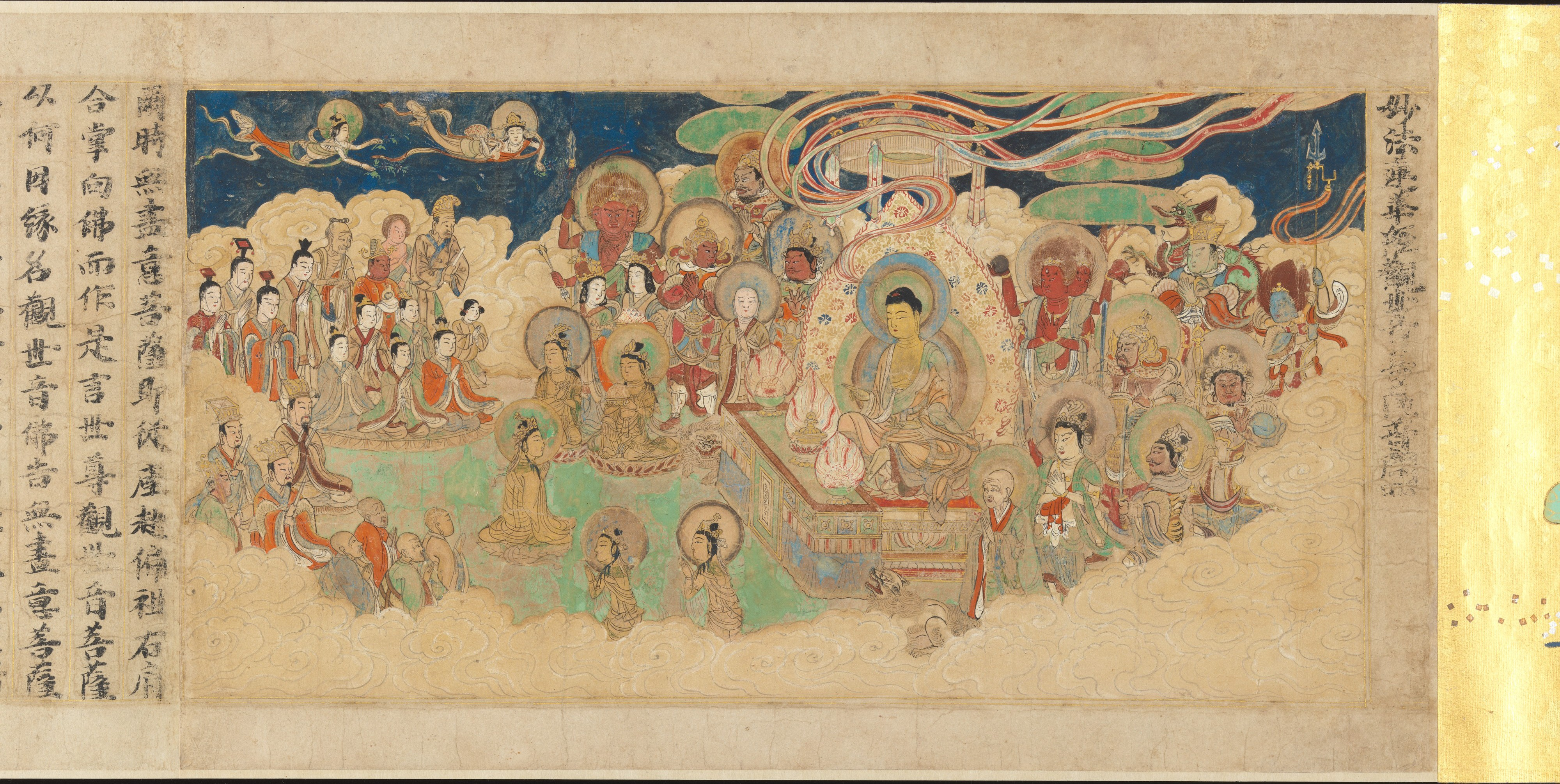
Ilustración japonesa de la predicación del Sutra del Loto

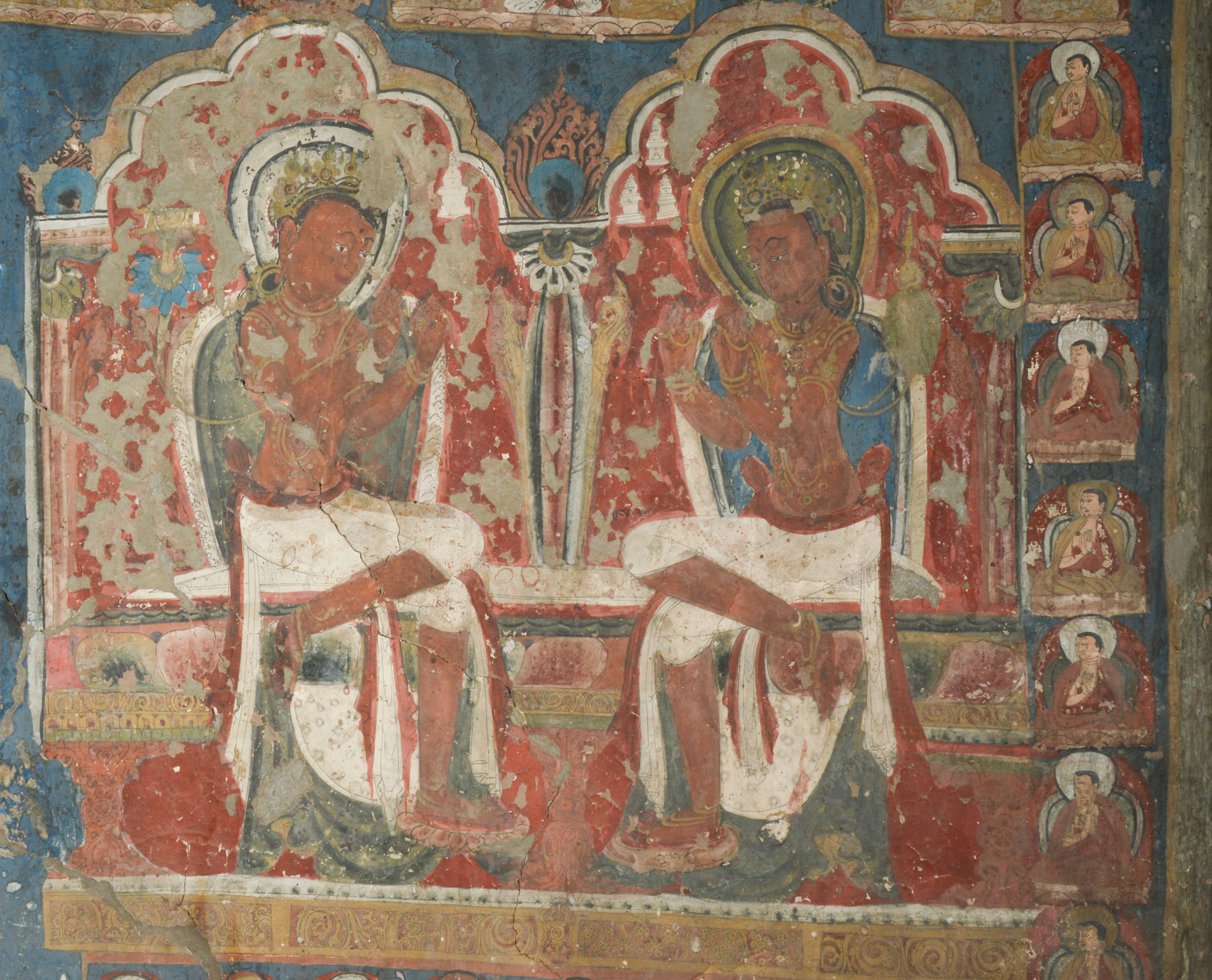
Los bodhisattvas Mañjuśrī y Maitreya, cuevas de Saspol, Ladakh

El sutra se presenta en forma de drama compuesto por varias escenas fantásticas llenas de imágenes e historias simbólicas. Según Gene Reeves, la primera parte del sutra «dilucida una verdad unificadora del universo (el Vehículo Único del Dharma Maravilloso)», la segunda parte «arroja luz sobre la vida personal eterna de Buda (el Buda Original Eterno); y la tercera parte hace hincapié en las actividades reales de los seres humanos (el camino del bodhisattva)».
El siguiente resumen por capítulos se basa en la versión china ampliada del Kumārajīva, la versión más traducida a otros idiomas. Otras versiones tienen divisiones de capítulos diferentes.

### Capítulo 1
Durante una reunión en el Pico del Buitre, el Buda Shakyamuni entra en un estado de profunda absorción meditativa (samadhi). La tierra tiembla de seis maneras y el Buda hace salir un rayo de luz del mechón de pelo que tiene en el entrecejo (ūrṇākośa) que ilumina miles de campos búdicos en el este. Maitreya se pregunta qué significa esto, y el bodhisattva Mañjuśrī afirma que ha visto este milagro hace mucho tiempo, cuando era estudiante del Buda Candrasūryapradīpa. A continuación dice que el Buda está a punto de exponer su última enseñanza, El Loto Blanco del Buen Dharmaa. De hecho, Mañjuśrī dice que este sutra fue enseñado por otros Budas innumerables veces en el pasado.

### Capítulos 2-9
Los estudiosos modernos sugieren que los capítulos 2-9 contienen la forma original del texto. El capítulo 2 explica que, en última instancia, sólo existe un camino, un vehículo, el vehículo de Buda (buddhayāna). Este concepto se expone con detalle en los capítulos 3-9, utilizando parábolas, narraciones de existencias anteriores y profecías del despertar.
Capítulo 2: Medios hábiles
Shakyamuni explica su uso de medios hábiles para adaptar sus enseñanzas según las capacidades de su audiencia. También dice que sus formas son inconcebibles. Śāriputra pide a Buda que lo explique y cinco mil monjes se marchan porque no quieren escuchar esta enseñanza. El Buda revela entonces que los tres vehículos (yānas) son sólo medios hábiles, y que son en realidad el único vehículo (ekayāna). Dice que el propósito último de los Budas es hacer que los seres sintientes "obtengan la visión del Buda" y "entren en el camino de la visión del Buda..."
El Buda también declara los diversos beneficios para aquellos que preservan el sutra, y que aquellos que realizan incluso las formas más simples de devoción eventualmente alcanzarán la Budeidad. El Buda también afirma que los que rechazan e insultan el Sutra del Loto renacerán en el infierno.
Capítulo 3: La casa en llamas
El Buda profetiza que en un eon futuro Śāriputra se convertirá en un Buda llamado Padmaprabha. Śāriputra se alegra de haber escuchado esta nueva enseñanza, pero dice que algunos en la asamblea están confundidos. El Buda responde con la parábola de la casa en llamas, en la que un padre (que simboliza al Buda) utiliza la promesa de varios carros de juguete para sacar a sus hijos (seres sintientes) de una casa en llamas (que simboliza el samsara). Una vez fuera, les da a todos un gran carro para que viajen en él. Esto simboliza cómo el Buda utiliza los tres vehículos, como medios hábiles para liberar a todos los seres -aunque sólo hay un único vehículo para la Budeidad, es decir, el Mahāyāna. El sutra enfatiza que esto no es una mentira, sino un acto compasivo.
Capítulo 4: Creencia y comprensión
Cuatro discípulos veteranos, entre ellos Mahākāśyapa, se dirigen al Buda. Cuentan la parábola del hijo pobre y su padre rico (a veces llamada la parábola del "hijo pródigo"). Este hombre se fue de casa y se convirtió en un mendigo durante 50 años mientras su padre se hacía increíblemente rico. Un día el hijo llega a la finca del padre, pero el hijo no reconoce a su padre y tiene miedo de un hombre tan poderoso. Por ello, el padre envía a gente de clase baja para ofrecerle un trabajo servil limpiando basura. Durante más de 20 años, el padre va guiando a su hijo hacia trabajos más importantes y mejores, como ser el contable de toda la riqueza del padre. Entonces, un día anuncia su identidad y el hijo se llena de alegría. Los discípulos mayores dicen que son como el hijo, porque al principio no tenían la confianza de aceptar la plena Budeidad, pero hoy están felices de aceptar su futura Budeidad.
Capítulo 5: Las hierbas medicinales
Esta parábola dice que el Dharma es como una gran lluvia monzónica que nutre muchas clases diferentes de plantas de acuerdo con sus necesidades. Las plantas representan a los Śrāvakas, Pratyekabudas y Bodhisattvas, y a todos los seres que reciben y responden a las enseñanzas según sus respectivas capacidades. Algunas versiones del sutra contienen también otras parábolas, como la que compara el Dharma con la luz del Sol y la Luna, que brillan por igual sobre todos. Así, la sabiduría de Buda brilla sobre todos por igual. Otra parábola que se encuentra en algunas versiones dice que, al igual que un alfarero hace diferentes tipos de vasijas con la misma arcilla, el Buda enseña el mismo Vehículo Único en diferentes formas.
Capítulo 6: Predicciones
El Buda profetiza la futura budeidad de Mahākāśyapa, Mahāmaudgalyāyana, Subhūti y Mahākātyāyana.
Capítulo 7: Un Buda del pasado y la ciudad ilusoria
El Buda cuenta una historia sobre un Buda del pasado llamado Mahābhijñājñānābhibhū, que alcanzó el despertar tras eones bajo el árbol de bodhi y luego enseñó las cuatro nobles verdades y el surgimiento condicionado. A petición de sus dieciséis hijos, enseñó entonces el Sutra del Loto durante cien mil eones. Sus hijos procedieron a enseñar el sutra. El Buda dice entonces que todos estos hijos se convirtieron en Budas y que él es uno de ellos.
El Buda también enseña una parábola sobre un grupo de personas que buscan un gran tesoro y que están cansados de su viaje y desean abandonarlo. Su guía crea una ciudad mágica ilusoria para que descansen y luego la hace desaparecer. El Buda explica que la ciudad mágica representa el "nirvana de hinayana", creado simplemente como una parada de descanso por el Buda, y que el verdadero tesoro y el objetivo final es la Budeidad.
Capítulo 8: Predicciones para los discípulos
Pūrṇa Maitrāyaṇīputra es declarado por el Buda como el maestro supremo en su saṅgha y se le da una predicción de la futura Budeidad (su nombre será Dharmaprabhāsa). A continuación, el Buda da profecías de la futura Budeidad a mil doscientos arhats. Los quinientos arhats que se habían marchado antes confiesan que fueron ignorantes en el pasado y se apegaron al nirvana inferior, pero ahora se alegran mucho ya que tienen fe en su futura Budeidad.
Los arhats cuentan la parábola de un hombre que se ha quedado dormido después de haber bebido y cuyo amigo le cose una joya en el vestido. Cuando se despierta, continúa una vida de pobreza sin darse cuenta de que es realmente rico, sólo descubre la joya tras reencontrarse con su viejo amigo. La joya oculta se ha interpretado como un símbolo de la naturaleza de Buda. Esta parábola se ha comparado con las parábolas que se encuentran en el Sūtra de Tathāgatagarbha (Sutra de la Fuente de Buda).
Capítulo 9: Predicciones para los bhikṣus
Ānanda, Rāhula, y dos mil bhikṣus aspiran a obtener una profecía, y el Buda predice su futura Budeidad.

### Capítulos 10-22
Los capítulos diez a veintidós exponen el papel del bodhisattva, la omnipresencia del Buda y la inconmensurable e inconcebible duración de su vida. El tema de la propagación del Sutra del Loto que se inicia en el capítulo 10, continúa en los restantes capítulos.
Capítulo 10: Los maestros del Dharma
El Buda afirma que quien escuche una sola línea del sūtra alcanzará la budeidad. Este capítulo presenta las prácticas de enseñanza del sutra, que incluyen aceptar, abrazar, leer, recitar, copiar, explicar, propagar y vivir de acuerdo con sus enseñanzas. Los maestros del Dharma (dharmabhāṇaka) son alabados como los mensajeros del Buda. El Buda afirma que deben ser honrados como si fueran Budas y que deben construirse estupas allí donde se enseñe, recite o escriba el sutra. El Buda también dice que enviará emanaciones para proteger a los maestros del sutra.
Capítulo 11: La estupa enjoyada

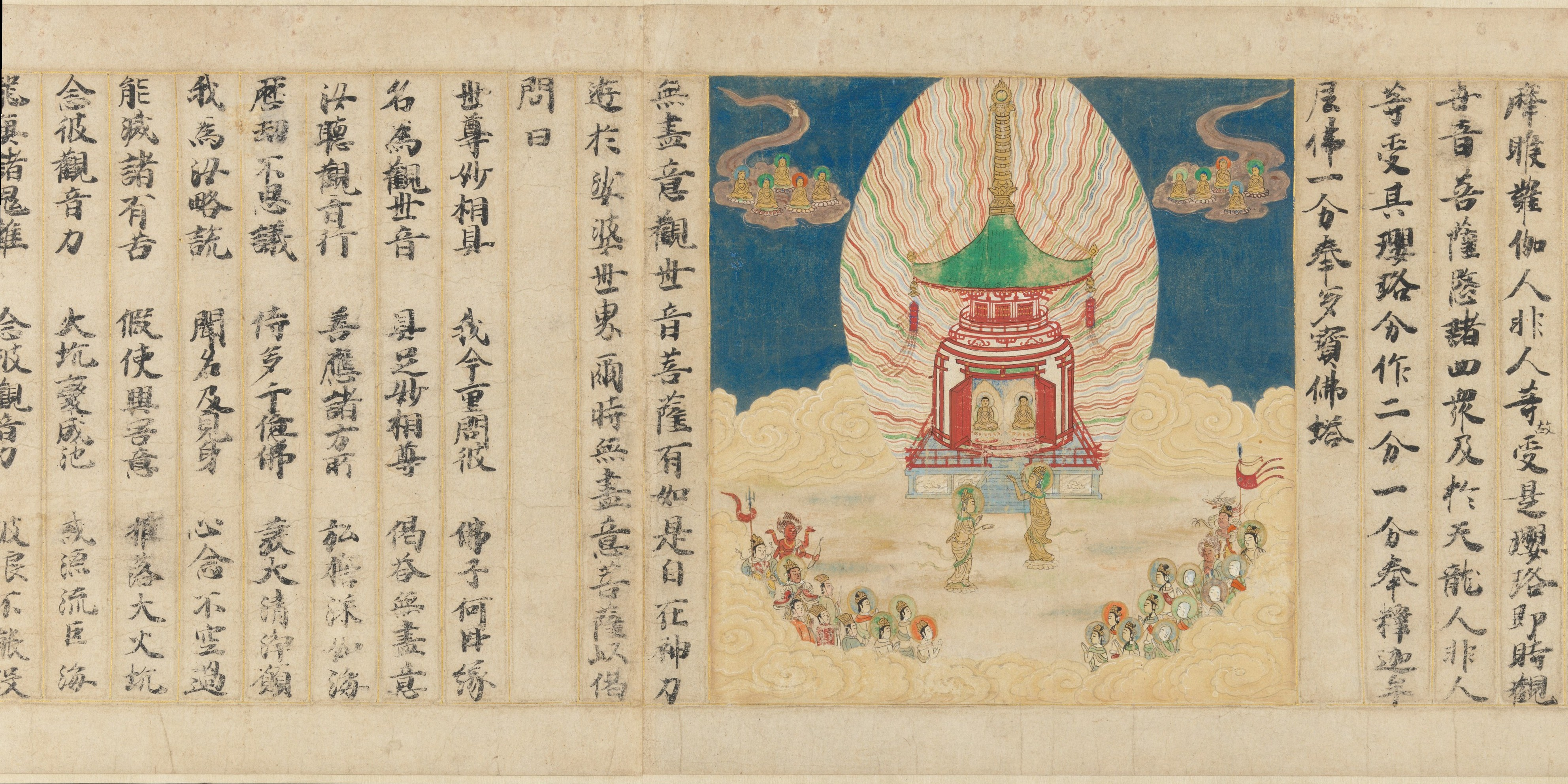
La estupa de joyas flotante; Sutra del Loto ilustrado, Japón 1257.

Una enorme estupa enjoyada (un túmulo funerario relicario estilizado) se levanta de la tierra y flota en el aire. Entonces se oye una voz desde el interior alabando el Sūtra del Loto. El Buda afirma que en la estupa reside otro Buda, llamado Prabhūtaratna, que alcanzó el despertar a través del Sūtra del Loto. Prabhūtaratna hizo el voto de aparecer para verificar la verdad del Sūtra del Loto cada vez que se predique.

Innumerables manifestaciones del Buda Shakyamuni en las diez direcciones son ahora convocadas por el Buda en este mundo, transformándolo en una Tierra Pura. El Buda abre entonces la estupa. A continuación, Prabhūtaratna invita a Shakyamuni a sentarse junto a él en la estupa enjoyada. Este capítulo revela la existencia de múltiples Budas al mismo tiempo, así como la idea de que los Budas pueden vivir durante incontables eoness. Según Donald López "entre las revelaciones doctrinales que esta escena insinúa está la de que un buda no muere después de pasar al nirvāna".
Capítulo 12: Devadatta

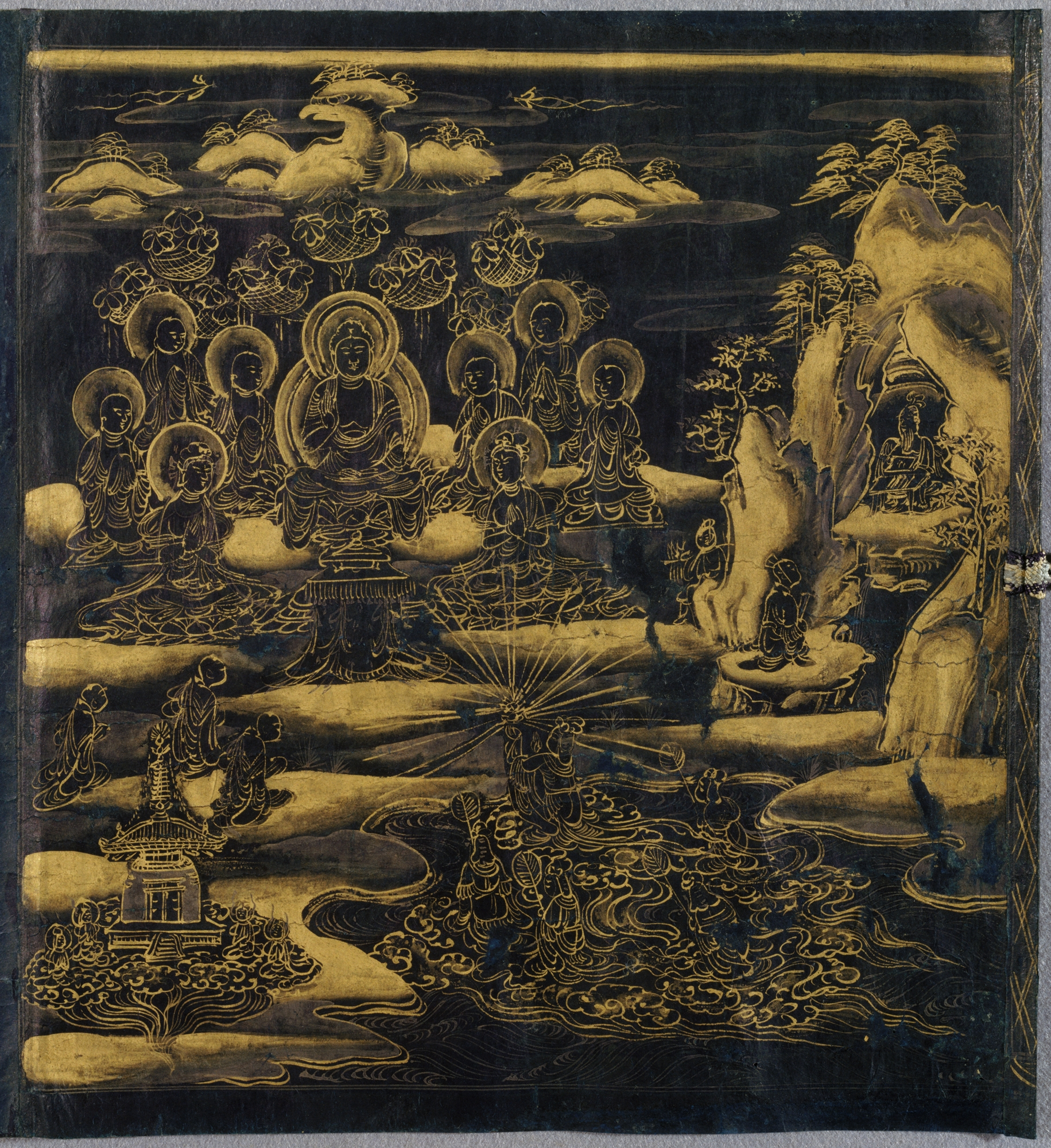
Ilustración japonesa del de la princesa nāga ofreciendo la joya a Buda.

El Buda cuenta una historia sobre cómo en una vida anterior fue un rey que se convirtió en esclavo de un rishi sólo para poder escuchar el Sutra del Loto. Este rishi no era otro que Devadata, que está destinado a la Budeidad en el futuro como el Buda Devarāja.
En otra historia, Mañjuśrī alaba a la hija del rey nāga Sāgara y dice que puede alcanzar la Budeidad. El bodhisattva Prajñākūṭa se muestra escéptico al respecto, y entonces aparece la princesa nāga. Śāriputra dice que las mujeres no pueden alcanzar la Budeidad. La princesa nāga hace una ofrenda a Buda de una joya preciosa y luego dice que puede alcanzar la Budeidad más rápido de lo que hizo esa ofrenda. Entonces se transforma en un bodhisattva masculino y se convierte en Buda. A través de estas historias, Buda enseña que todo el mundo puede iluminarse: hombres, mujeres, animales e incluso los asesinos más pecadores.
Capítulo 13: Devoción
El Buda anima a todos los seres a aceptar las enseñanzas del sutra en todos los tiempos, incluso en las épocas más difíciles por venir. Los bodhisattvas Bhaiṣajyarāja, Mahāpratibhāna y otros doscientos mil prometen enseñar el sutra en el futuro. El Buda profetiza que las seis mil monjas que también están presentes, incluidas Mahāprajāpatī y Yaśodharā, se convertirán todas en Budas.
Capítulo 14: Prácticas pacíficas
Mañjuśrī pregunta cómo debe difundir la enseñanza un bodhisattva. El Buda explica las cuatro cualidades que deben cultivar para enseñar el sutra. En primer lugar, deben tener autocontrol y ver correctamente las características de los fenómenos y deben mantenerse al margen de la vida mundana. En segundo lugar, deben ver la vacuidad de los fenómenos. En tercer lugar, deben ser felices y nunca criticar ni desanimar a las personas de la iluminación. Por último, deben tener compasión por la gente y desear alcanzar la budeidad para poder ayudar a liberar a los demás. Hay que cultivar virtudes como la paciencia, la gentileza, la mente tranquila, la sabiduría y la compasión.
Capítulo 15: Saliendo de la Tierra
Los bodhisattvas de otros sistemas mundiales dicen que ayudarán al Buda a enseñar este sutra aquí, pero el Buda dice que su ayuda no es necesaria: tiene muchos bodhisattvas aquí. Entonces el suelo se abre y surgen innumerables bodhisattvas de la tierra (liderados por Viśiṣṭacāritra, Anantacāritra, Viśuddhacāritra y Supratiṣṭhitacāritra). Maitreya pregunta quiénes son estos bodhisattvas ya que nadie ha oído hablar de ellos. El Buda afirma que él mismo ha enseñado a todos estos bodhisattvas en el pasado remoto. Maitreya pregunta entonces cómo es posible, ya que estos bodhisattvas han estado entrenando durante eones.
Capítulo 16: La vida del Tathagatha
El Buda (tathagatha) afirma que en realidad alcanzó la budeidad hace incontables quintillones de eones. Sólo ha aparecido para convertirse en despierto recientemente como un medio hábil para enseñar a otros. El Buda también dice que sólo parece pasar al nirvāṇa final, pero en realidad no lo hace. Esto es sólo una enseñanza expeditiva para que los seres no se vuelvan complacientes. El Buda enseña entonces la parábola del excelente médico que induce a sus hijos envenenados a tomar un antídoto fingiendo su muerte. Al oírlo, se sorprenden y toman la medicina. El médico les revela entonces que sigue vivo. Dado que el Buda utiliza medios hábiles de esta manera, no debe ser visto como un mentiroso, sino como un maestro inteligente.
Capítulo 17: Mérito
El Buda explica el mérito (punya) o los beneficios que se derivan de escuchar y creer en esta enseñanza sobre la vida del Buda. Dice que esta enseñanza ha llevado a innumerables bodhisattvas, tantos como las arenas del Ganges, a diversos niveles de realización espiritual. También dice que es más beneficioso escuchar y creer en el Sutra del Loto que practicar las cinco primeras perfecciones durante eones. El Buda afirma que aquellos que tienen fe en esta enseñanza verán este mundo como una tierra pura llena de bodhisattvas. Los que tienen fe en el sutra ya han hecho ofrendas a los Budas del pasado y no necesitan construir estupas o templos. Estos seres desarrollarán excelentes cualidades y alcanzarán la Budeidad. Este capítulo también dice que se deben construir estupas para honrar a Buda.
Capítulo 18: El regocijo
El Buda afirma que el mérito generado por el regocijo en este sutra (o en una sola línea del mismo) es mucho mayor que el de ayudar a miles de seres a convertirse en arhats. Los méritos de escuchar el sutra, aunque sea por un momento, se elogian ampliamente en este capítulo.
Capítulo 19: Beneficios del Maestro del Dharma
El Buda alaba los méritos de quienes se dedican al Sutra del Loto. Afirma que sus seis bases sensoriales (ayatanas) se purificarán y desarrollarán la capacidad de experimentar los sentidos de miles de millones de mundos, así como otros poderes sobrenaturales.

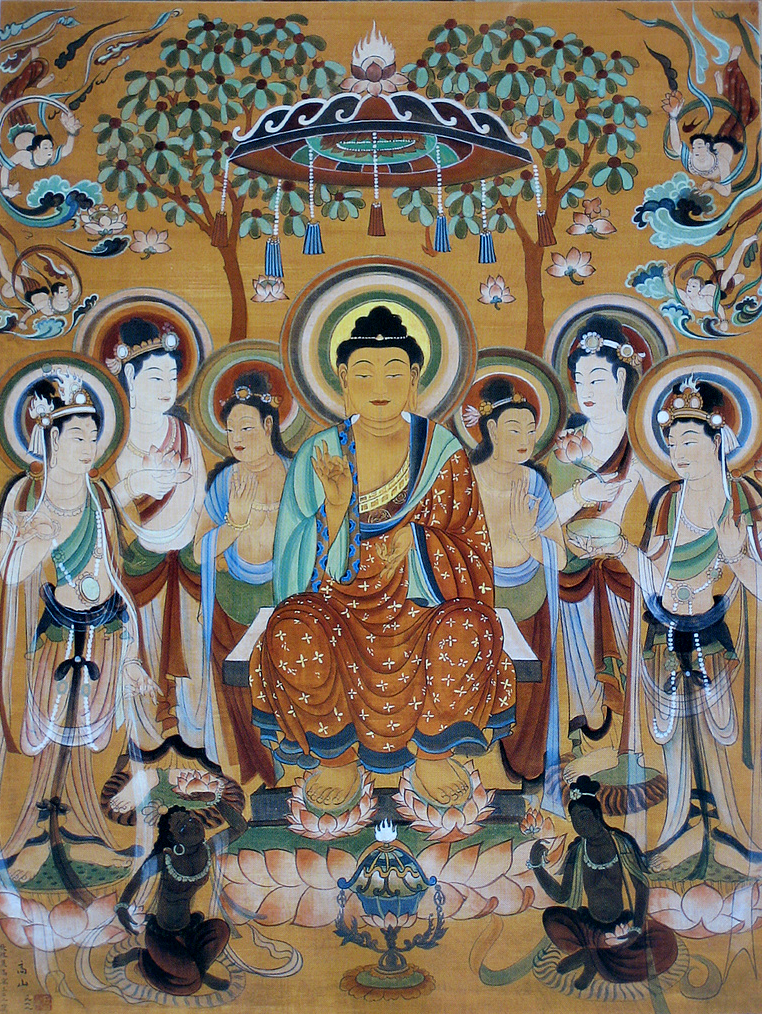
Pintura mural de Buda rodeado de bodhisattvas, Cuevas de Mogao, Dunhuang.

Capítulo 20: El Bodhisattva nunca desprecia
El Buda cuenta una historia sobre una vida anterior en la que era un bodhisattva llamado Sadāparibhūta ("Nunca desprecia" o "Nunca irrespetuoso") y cómo trataba a todas las personas que conocía, buenas o malas, con respeto, recordando siempre que se convertirán en budas. Nunca-desprecia experimentó muchas burlas y condenas por parte de otros monásticos y laicos, pero siempre respondía diciendo "no te desprecio, porque te convertirás en un buda". Continuó enseñando este sutra durante muchas vidas hasta que alcanzó la Budeidad.
Capítulo 21: Los poderes del Tathagatha
Este capítulo revela que el sutra contiene todos los poderes espirituales secretos de Buda. A los bodhisattvas surgidos de la tierra (en el capítulo 15) se les encomienda la tarea de difundir y propagar el sutra y prometen hacerlo.Śākyamuni y Prabhūtaratna extienden sus lenguas hacia el reino de Brahmā, emitiendo numerosos rayos de luz junto con innumerables bodhisattvas. Este milagro dura cien mil años. Luego se aclaran la garganta y chasquean los dedos, lo que se oye en todos los mundos y todos los mundos se estremecen. Todos los seres del universo reciben entonces una visión de los Budas y bodhisattvas. Todos los Budas alaban a Śākyamuni por enseñar el Loto. El Buda dice que los méritos de la enseñanza del sutra son inconmensurables y que cualquier lugar donde se esté enseñando o copiando es un lugar sagrado.
Capítulo 22: Encargo
El Buda transmite el Sutra del Loto a todos los bodhisattvas de su congregación y les encomienda su custodia y su propagación por todas partes. El Buda Prabhūtaratna en su estupa enjoyada y las innumerables manifestaciones del Buda Shakyamuni regresan a sus respectivos mundos. Según Donald López, el Sutra del Loto "parece terminar con el capítulo veintidós, cuando el Buda exhorta a sus discípulos a difundir la enseñanza, tras lo cual regresan a sus moradas... los estudiosos especulan que éste era el capítulo final de una versión anterior del Loto." Este es el capítulo final en las versiones sánscritas y en la traducción china alternativa. Shioiri sugiere que una versión anterior del sutra terminaba con este capítulo y que los capítulos 23-28 se insertaron posteriormente en la versión sánscrita.

### Capítulos 23-28
Estos capítulos se centran en varios bodhisattvas y sus actos.
Capítulo 23: El Rey de Medicina Bodhisattva
El Buda cuenta la historia del bodhisattva "Rey de la Medicina" (Bhaiṣajyarāja), quien, en una vida anterior como el bodhisattva Sarvasattvapriyadarśana, prendió fuego a su cuerpo, iluminando muchos sistemas mundiales durante doce años, como ofrenda suprema a un Buda. Este capítulo enseña la práctica de "ofrenda del cuerpo", que consiste en quemar una parte del propio cuerpo (como un dedo del pie, un dedo de la mano o un miembro) como ofrenda. También se dice que escuchar y cantar el "Sutra del Loto" cura las enfermedades. El Buda utiliza nueve símiles para declarar que el Lotus Sutra es el rey de todos los sutras.

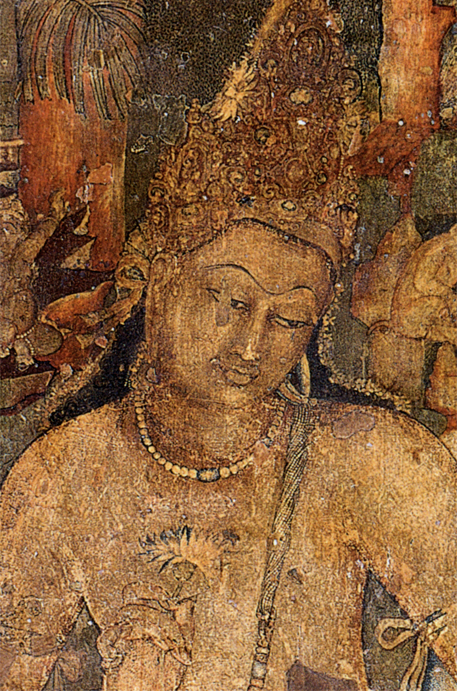
Avalokiteśvara, cueva de Ajanta,.

Capítulo 24: El Bodhisattva Gadgadasvara
Gadgadasvara ("Voz maravillosa"), un bodhisattva de un mundo lejano, visita el Pico del Buitre para adorar a Buda. Gadgadasvara hizo una vez ofrendas de diversos tipos de música al Buda Meghadundubhisvararāja. Sus méritos acumulados le permiten adoptar muchas formas diferentes para propagar el Sutra del Loto.
Capítulo 25: La puerta universal de Avalokiteśvara Bodhisattva
Este capítulo está dedicado al bodhisattva Avalokiteśvara (sct. "Señor que mira hacia abajo", chino: Guanyin, "Cuidador de los gritos del mundo"), y lo describe como un bodhisattva compasivo que escucha los gritos de los seres sintientes y rescata a los que invocan su nombre.
Capítulo 26: Dhāraṇī
Hariti y varios bodhisattvas ofrecen dhāraṇī (fórmulas mágicas) sagrados para proteger a quienes guardan y recitan el Sutra del Loto.
Capítulo 27: El Rey Adorno Maravilloso
Este capítulo cuenta la historia de la conversión del rey "Maravillas" por sus dos hijos.
Capítulo 28: Samantabhadra
Un bodhisattva llamado "Virtud Universal" o "Todo Bien" (Samantabhadra) pregunta a Buda cómo preservar el sutra en el futuro. Samantabhadra promete proteger y custodiar a todos los que guarden este sutra en el futuro. Dice que aquellos que mantengan el sutra renacerán en los cielos Trāyastriṃśa y Tuṣita. También dice que los que defienden este sutra tendrán muchas buenas cualidades y deben ser vistos y respetados como Budas.

## Historia y recepción
Según López, el Sutra del Loto "es claramente una obra de gran calidad literaria. Sus autores son desconocidos, pero es probable que fuesen monjes budistas muy instruidos, que se desenvolvían con total soltura entre las doctrinas y tropos del budismo tal y como existía en la India en aquella época." Según Peter Alan Roberts, el Sutra del Loto puede haber tenido su origen entre la escuela Mahāsāṃghika y puede haber sido escrito en un lenguaje indoario medio (un prácrito) que posteriormente se sanscribió. La idea de que el sutra estaba originalmente en prácrito sigue siendo una afirmación controvertida entre los historiadores tanto seculares como religiosos.

### Desarrollo temprano
Según Donald López, "el consenso general de los estudiosos es que el Sutra del Loto tomó forma en cuatro fases". López y Yuichi Karashima esbozan estas fases de la siguiente manera:
1. La composición de los capítulos 2-9. Según Yuichi Karashima, este primer estrato incluye los versos estilo tristubh de estos capítulos, que pueden haber sido transmitidos oralmente en un dialecto indoario medio.
2. La composición de las secciones en prosa de los capítulos 2-9. Según Karashima, este estrato está formado por los versos shloka y la prosa de los capítulos 2-9.
3. La tercera fase, en la que, según López, se añadió el capítulo uno, así como los capítulos diez a veintidós (con la excepción del capítulo doce). Sin embargo, según Karashima, este estrato está compuesto por los capítulos 1, 10-20, 27 y una parte del capítulo 5 que falta en la traducción de Kumarajiva.[111]
4. La cuarta y última fase. López escribe que ésta comprende "los capítulos 23 a 27, así como el capítulo 12, el capítulo de Devadatta, con el capítulo 28 añadido en alguna fecha posterior". Karashima sostiene que esto comprende los capítulos 21-26 y la sección sobre Devadatta en el capítulo 11 de la versión sánscrita.

Los profesores Stephen F. Teiser y Jacqueline Stone opinan que hay consenso sobre las etapas de composición pero no sobre la datación de estos estratos.

### Recepción en la India
Según López, "el número de manuscritos y fragmentos que han sobrevivido del Sutra del Loto sugiere que el texto fue copiado con frecuencia." El Sutra del Loto también se cita en numerosos tratados y compendios eruditos, como en el Compendio de Sūtras (Sūtrasamuccaya, que cita cuatro pasajes), en el Compendio de la Formación (Śiksāsamuccaya, tres pasajes), en el Dazhidu lun (23 citas) y en el Gran Compendio de Sūtras (Mahāsūtrasamuccaya) de Atiśa. Es citado por budistas indios como Vasubandhu (en su comentario sobre el Mahāyānasaṃgraha), Candrakīrti (en su Madhyamakāvatāra-bhāṣya), Śāntideva, Kamalaśīla y Abhayākaragupta.
Según Paramārtha (499-569 CE), hubo más de cincuenta comentarios indios sobre el Sutra del Loto. Sin embargo, sólo se conserva un comentario indio (que sólo sobrevive en chino). Se atribuye a Vasubandhu (pero esto ha sido cuestionado por los estudiosos modernos). Este comentario afirma la superioridad del Sutra del Loto sobre todos los demás sutras.
La doctrina del vehículo único no fue recibida por igual por todas las tradiciones budistas indias. Mientras que la escuela madhyamaka adoptó plenamente esta doctrina, la escuela yogācāra consideró el Sutra del Loto como un texto provisional. Así, para los pensadores indios del yogācāra, la doctrina del vehículo único no debe tomarse literalmente, ya que es meramente provisional (neyārtha). Según Donald López "los comentaristas yogācāra sostienen a su vez que la declaración de que no hay más que un vehículo no es definitiva, sino provisional, que requiere interpretación. Esto no debe tomarse en el sentido de que no hay, de hecho, tres vehículos. Cuando el Buda dijo que el vehículo búdico era el único vehículo, estaba exagerando. Lo que quiso decir es que era el vehículo supremo" Para los estudiosos yogācāra, este sutra fue enseñado como un medio expeditivo para el beneficio de aquellas personas que han entrado en el vehículo menor śrāvaka pero que tienen la capacidad de abrazar el mahāyāna.
Una versión india del Sutra del Loto fue traducida al tibetano por Yeshé Dé y el traductor indio Surendrabodhi durante el reinado del rey Ralpachen (r. 815-38). Esta versión es la que más se acerca a la versión china de Jñānagupta y Dharmagupta, así como a la versión sánscrita de nepal.

### El Sutra en China
Jacqueline Stone y Stephen F. Teiser, por su parte, escriben que "quizá no sea exagerado decir que el Sutra del Loto ha sido la escritura budista más influyente de Asia oriental". El sutra tiene mayor prominencia en el Tiantai (a veces llamado "La Escuela del Loto") y en el Budismo de Nichiren.

#### Traducciones

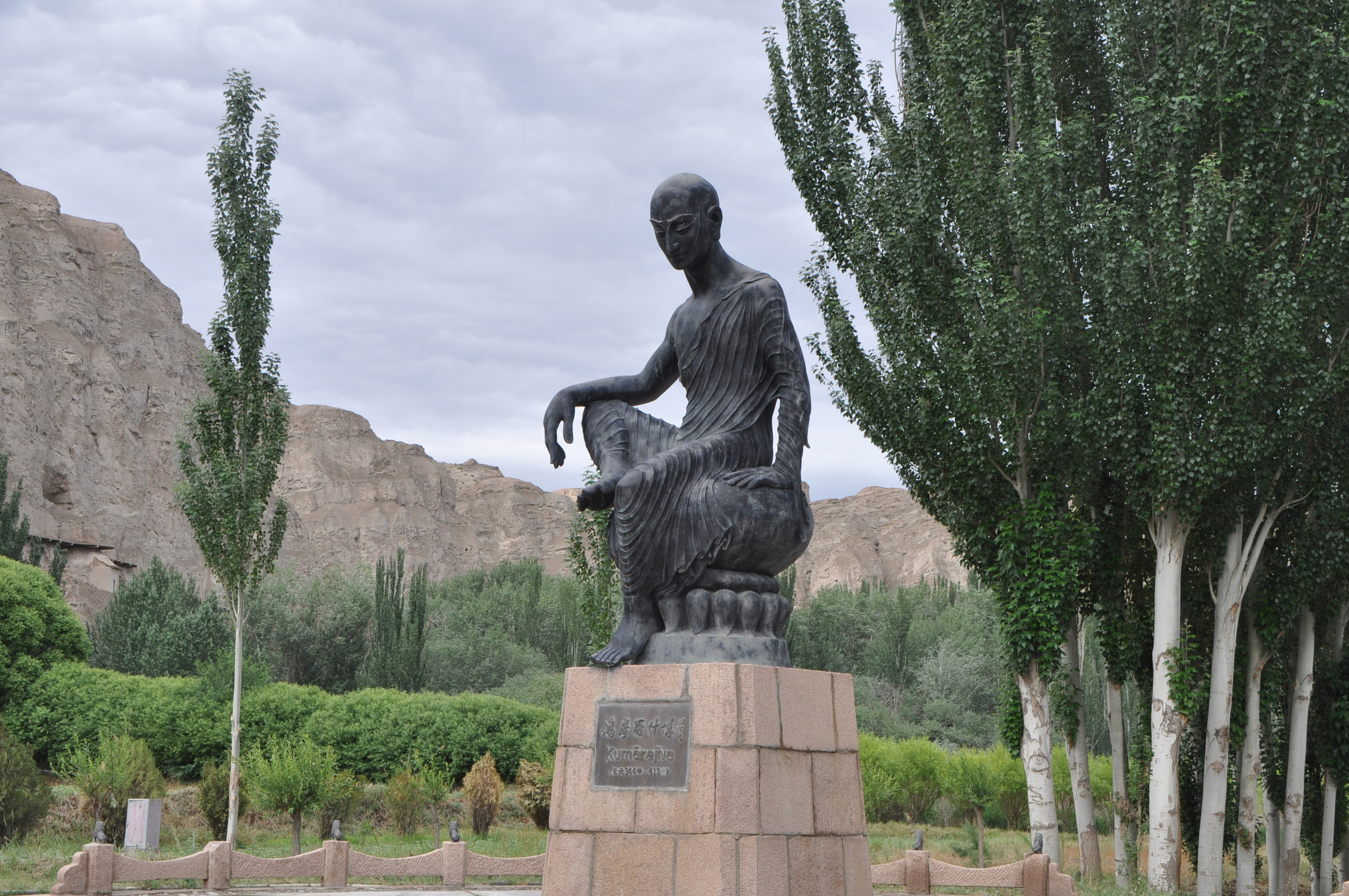
Estatua de Kumārajīva frente a las cuevas de Kizil, Kucha, Xinjiang, China.

Existen tres traducciones del Sutra del Loto al chino. Fue traducido por primera vez al chino por el equipo de Dharmarakṣa en el año 286 de la era Chang'an, durante la Dinastía Jin Oeste (265-317). Inicialmente se sostuvo que el texto fuente estaba en sánscrito, pero la opinión de que el texto fuente estaba en realidad en una lengua prácrito ha ganado amplia aceptación.
Esta primera traducción de Dharmarakṣa fue sustituida por una traducción en siete fascículos realizada por el equipo de Kumārajīva en el año 406 de la era cristiana, que se convirtió en la traducción estándar en el budismo de Asia oriental. Según Jean-Noël Robert, Kumārajīva se basó en gran medida en la versión anterior. A la versión de Kumārajīva le falta el capítulo de Devadatta, presente en la versión de Dharmaraksa.

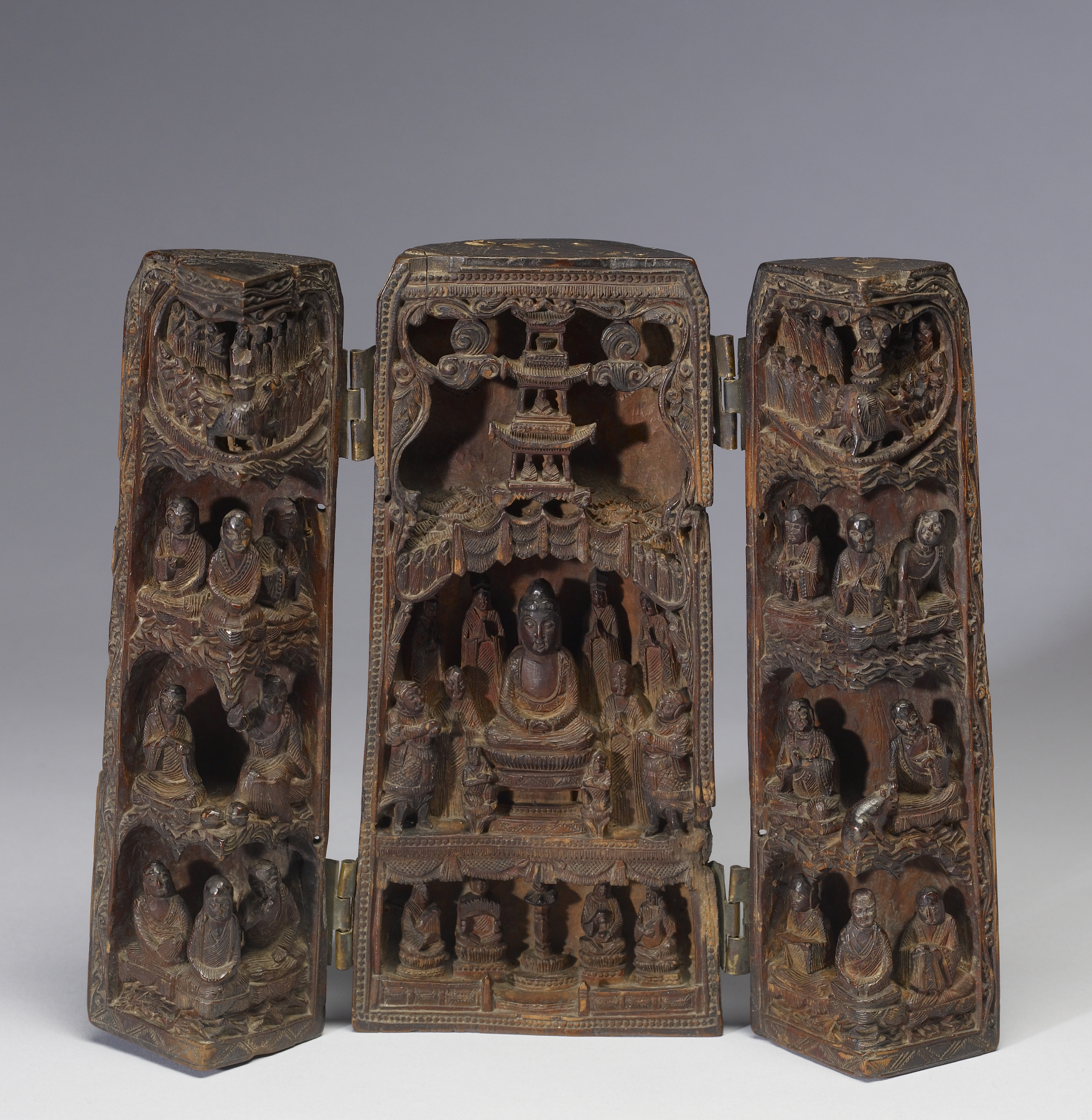
Santuario portátil que representa a Buda Sakyamuni predicando el Sutra del Loto.

La tercera versión existente, El Sutra del Loto Suplementado del Dharma Maravilloso (chino: Tiān Pǐn Miào Fǎ Lián Huá Jīng), en 7 volúmenes y 27 capítulos, es una versión revisada del texto de Kumārajīva, traducido por Jñānagupta y Dharmagupta en el año 601. Esta versión incluía elementos que estaban ausentes en el texto de Kumārajīva, incluyendo el capítulo de Devadatta, varios versos y la parte final del capítulo 25. Posteriormente, estos elementos se volvieron a añadir al texto de Kumārajīva.
El Sutra en chino se ha traducido a otras lenguas asiáticas, como el uigur, el tangut y, más recientemente, el chino coloquial, el japonés, el vietnamita y el coreano.

#### Comentarios
Uno de los grandes discípulos de Kumārajīva, Daosheng (355-434), escribió el comentario chino más antiguo sobre el Sutra del Loto. Para Daosheng, la enseñanza central del sutra es el vehículo único. Según López, Daosheng dividió el sutra en tres partes (omitiendo el capítulo de Devadatta): "los primeros trece capítulos demuestran que la causa de los tres vehículos se convierte en la causa del vehículo único. Los ocho capítulos siguientes demuestran que el efecto de los tres vehículos es también el efecto del vehículo único. Los últimos seis capítulos demuestran que los seguidores de los tres vehículos son los mismos que los del vehículo único." Daosheng también era conocido por promover el concepto de la naturaleza de Buda. 
Kuiji (632-82), discípulo de Xuanzang, también escribió un comentario sobre el Sutra del Loto. Este comentario fue traducido al tibetano y sobrevive en el canon budista tibetano. Otros numerosos comentaristas de diferentes tradiciones budistas chinas escribieron comentarios sobre el Sutra del Loto."
Un tema de debate entre los comentaristas chinos fue el debate "tres carros o cuatro carros" que se centró en si el vehículo único era el mismo que el vehículo del bodhisattva o un vehículo diferente que trasciende el Mahāyāna. Los exégetas chinos también discreparon sobre si el Buda del Sutra del Loto tenía una vida infinita o una vida finita (de duración inconmensurable), así como sobre la cuestión de si el Buda último y primordial del Loto se refería al cuerpo del Dharma (dharmakaya), al cuerpo de la recompensa (sambhogakaya) o al cuerpo físico manifiesto (nirmanakaya).

#### Tiantai
El comentarista chino más influyente del Sutra del Loto fue Zhiyi (538-597), patriarca de la escuela Tiantai, de quien se dice que experimentó el despertar mientras leía el Sutra del Loto. Zhiyi fue alumno de Nanyue Huisi, que fue la principal autoridad de su tiempo en el Sutra del Loto.
Zhiyi adoptó la división de Daosheng del sutra en tres partes. Para Zhiyi, los primeros catorce capítulos son "la enseñanza del rastro" (Ch. jimen; shakumon en japonés) y los segundos catorce capítulos son la enseñanza "fundamental" u "original" (benmen; Jp. honmon). Para Zhiyi, el mensaje clave de la primera parte es el vehículo único, mientras que el mensaje clave de la segunda mitad (la enseñanza fundamental de todo el texto) es la inconmensurable duración de la vida de Buda. Según López, "Zhiyi compara la enseñanza fundamental con la luna que brilla en el cielo y la enseñanza del rastro con una luna reflejada en un lago; la primera es la fuente de la segunda." Zhiyi adoptó la práctica china de desarrollar sistemas de clasificaciones doctrinales (panjiao), que interpretó a través de la doctrina del vehículo único. Para Zhiyi, mientras que otros sutras proporcionan diferentes mensajes para sus destinatarios, el Sutra del Loto es únicamente comprensivo y holístico.
La síntesis filosófica de Zhiyi consideraba el Sutra del Loto como la última enseñanza de Buda y la más elevada. Hay dos comentarios principales de Zhiyi sobre el sutra, el Significado Profundo del Sutra del Loto (Fahua xuanyi), que explica los principios principales del texto, y las Palabras y Frases del Sutra del Loto (Fahua Wenzhu), que comenta sobre pasajes específicos. Estas dos obras fueron recopiladas por el discípulo de Zhiyi, Guanding (561-632). Para Zhiyi, el principio central del vehículo único del Sutra es la "triple verdad", una doctrina que desarrolló a partir de la filosofía madhyamaka de Nagarjuna, que planteaba una doble verdad. Para Zhiyi, éste era el principio unificador que incluía todas las enseñanzas y prácticas de Buda. Según López y Stone, la visión de Zhiyi era una visión inclusiva que daba cabida a todos los sutra, enseñanzas y prácticas budistas.
Zhiyi también vinculó las enseñanzas del Sutra del Loto con las enseñanzas sobre la naturaleza de Buda del Mahāyāna Mahāparinirvāṇa Sūtra. Zhiyi también entendía que el Buda del Sutra del Loto se refería a los tres cuerpos de Buda del trikaya. Según Stone y Teiser, para Zhiyi "el cuerpo del dharma es la verdad que se realiza; el cuerpo de la recompensa es la sabiduría que la realiza; y el cuerpo manifiesto, una expresión compasiva de esa sabiduría como el buda humano que vivió y enseñó en este mundo." Zhiyi también escribió textos en los que se describían diversas prácticas espirituales que hacían uso del Sutra del Loto. Por ejemplo, cantar el sutra es un elemento de uno de los "cuatro samādhis" (sizhǒng sānmèi) en la obra magna de Zhiyi, el Mohe Zhiguan. También compuso el Rito del Loto Samādhi del Arrepentimiento (Fahua sanmei chanyi) basado en el sutra.
El posterior erudito Tiantai Zhanran (711-778) escribió subcomentarios a las obras de Zhiyi sobre el Loto. Basándose en su análisis del capítulo 5, Zhanran desarrollaría una nueva teoría que sostenía que incluso los seres insensibles, como las rocas, los árboles y las partículas de polvo, poseen naturaleza búdica. Esta doctrina sería adoptada y desarrollada por budistas japoneses como Saichō y Nichiren.

#### El "Sutra del Loto Triple"

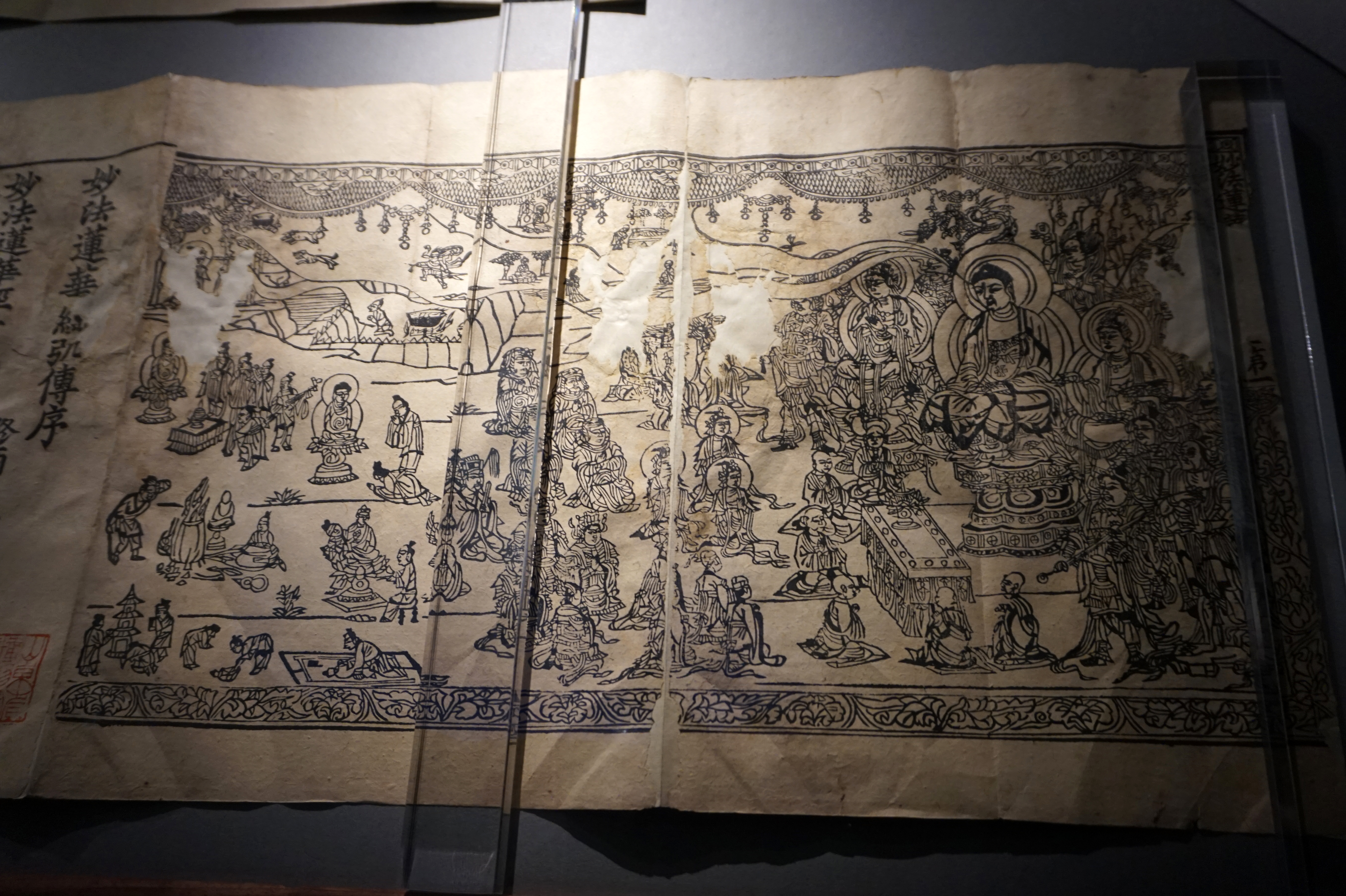
Edición de Hangzhou del Sutra del Loto impresa en el quinto año de Jiayou en la dinastía Song del Norte (1060). Desenterrado en la Torre de Yanta, condado de Shenxian, provincia de Shandong.

Debido al énfasis religioso y sagrado del texto budista, algunas tradiciones de Asia oriental han recopilado el Sutra del Loto junto con otros dos sutras que sirven de prólogo y epílogo:
- El Sutra de los innumerables significados (en chino, 無量義經; pinyin, Wúliángyì jīng)
- El Sutra de las Meditaciones de Samantabhadra (en chino, 普賢經; pinyin, Pǔxián jīng)

La combinación de estos tres sutras suele denominarse Sutra del Loto Triple o Sutra de la Flor del Dharma de Tres Partes (en chino, 法華三部経; pinyin, Fǎhuá Sānbù jīng).

### Japón
El Sutra del Loto también ha sido un texto muy influyente en el budismo japonés. Uno de los textos japoneses más antiguos es el Hokke Gisho, un comentario sobre el Sutra del Loto basado en el comentario chino de Fayun (467-529 de la era cristiana). En el siglo VIII, el sūtra era lo suficientemente importante como para que el emperador estableciera una red de conventos llamados "Templos para la Erradicación de los Pecados a través del Loto" (hokke metsuzai no tera), en cada provincia, como forma de proteger a la familia real y al estado. También había varios rituales del sutra que se celebraban en todo Japón, tanto en los templos como en los hogares de la aristocracia. Se creía que ayudaban a los muertos y concedían una larga vida a los vivos. Estos rituales se mencionan en La historia de Genji.

#### Tendai
La escuela Tiantai fue llevada a Japón por Saichō (767-822), quien fundó la tradición Tendai japonesa y escribió un comentario al Sutra del Loto, que seguiría siendo fundamental para la escuela Tendai. Saichō intentó crear una gran síntesis de las diversas tradiciones budistas chinas en su nueva escuela Tendai (incluyendo elementos esotéricos, de tierra pura, zen y otros), todo lo cual se uniría bajo la doctrina del vehículo del loto. Saichō también entendía el Sutra del Loto como un "gran camino directo" hacia la budeidad que podía alcanzarse en esta misma vida y en este mismo cuerpo. Saichō enseñó que la historia de la hija del rey dragón era una prueba de este camino directo (jikidō) hacia la budeidad que no requería tres eones incalculables.

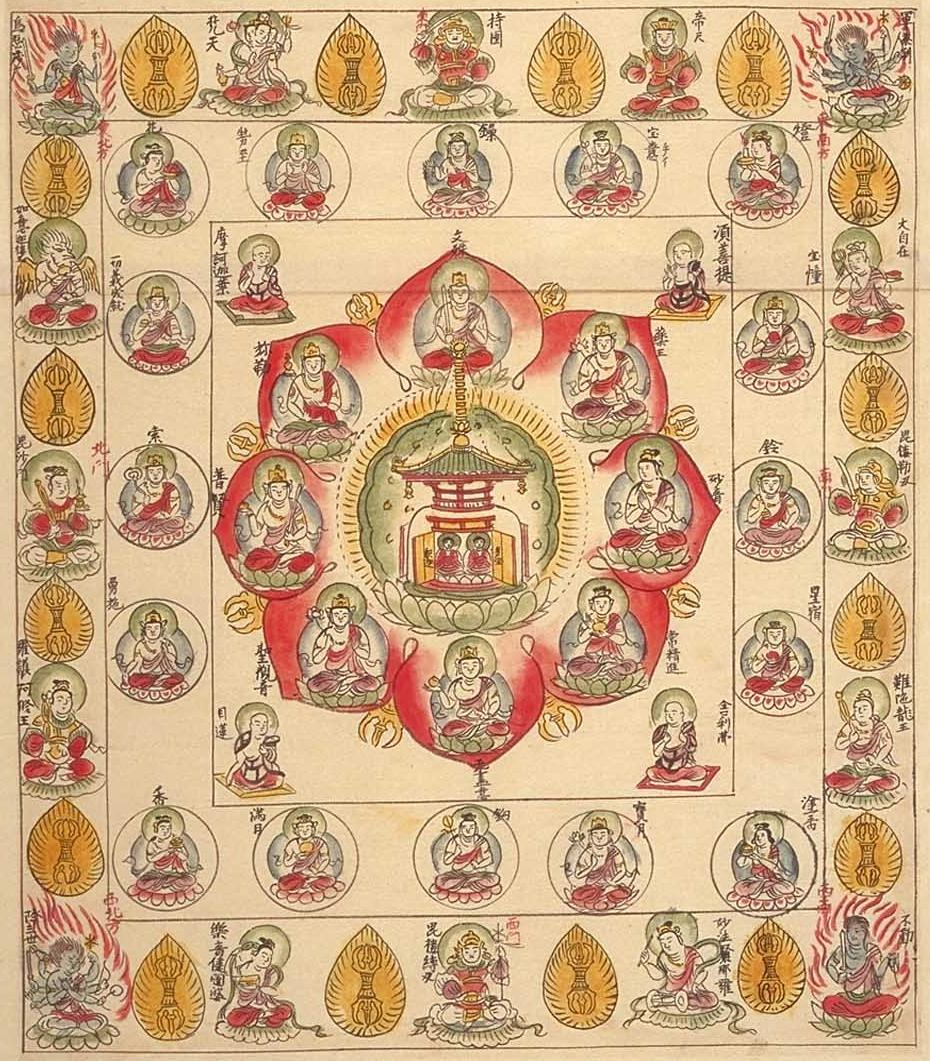
Un hokke-kyō mandara esotérico (Mandala del Sutra del Loto) que es un importante objeto ritual en los ritos esotéricos del Sutra del Loto (hokkekyō-hō), de finales del periodo Heian, Japón.

Los líderes Tendai posteriores a Saichō, como Ennin y Enchin, también adoptaron otras enseñanzas del budismo esotérico (mikkyō) en su interpretación y práctica del Sutra del Loto. Estas figuras interpretaron el Sutra del Loto como un texto esotérico, y el buda del Sutra del Loto pasó a ser visto como una realidad cósmica intemporal y omnipresente que es inmanente en todas las cosas. Mediante la recitación de mantras, la realización de mudras y el uso de mandalas en los rituales esotéricos, los monjes tendai buscaban unir su cuerpo, su palabra y su mente con la de buda y alcanzar "la budeidad en este mismo cuerpo" (sokushin jōbutsu). Según Jacqueline Stone, en el esoterismo tendai, "el buda cósmico se identifica con el Sakyamuni primordialmente iluminado del capítulo "Duración de la vida" [16], y su reino -es decir, el universo entero- se concibe en términos mandálicos como una asamblea del Sutra del Loto siempre presente."
Como resultado de esta interpretación, todos los Budas provisionales (como Amida, Dainichi y Yakushi) se integraron en el Buda Primordial de vida inconmensurable de la última mitad del Sutra del Loto. Estas influencias esotéricas también condujeron al desarrollo del concepto Tendai de la iluminación original (hongaku hōmon). Según esta teoría, la budeidad no es una meta lejana, sino que está siempre presente como la verdadera naturaleza inherente de todas las cosas. La práctica budista es una forma de realizar esta naturaleza.
El budismo tendai fue la forma dominante del budismo en Japón durante muchos años y los influyentes fundadores de las sectas budistas japonesas más populares, como Nichiren, Honen, Shinran y Dogen, se formaron como monjes tendai.

#### Nichiren

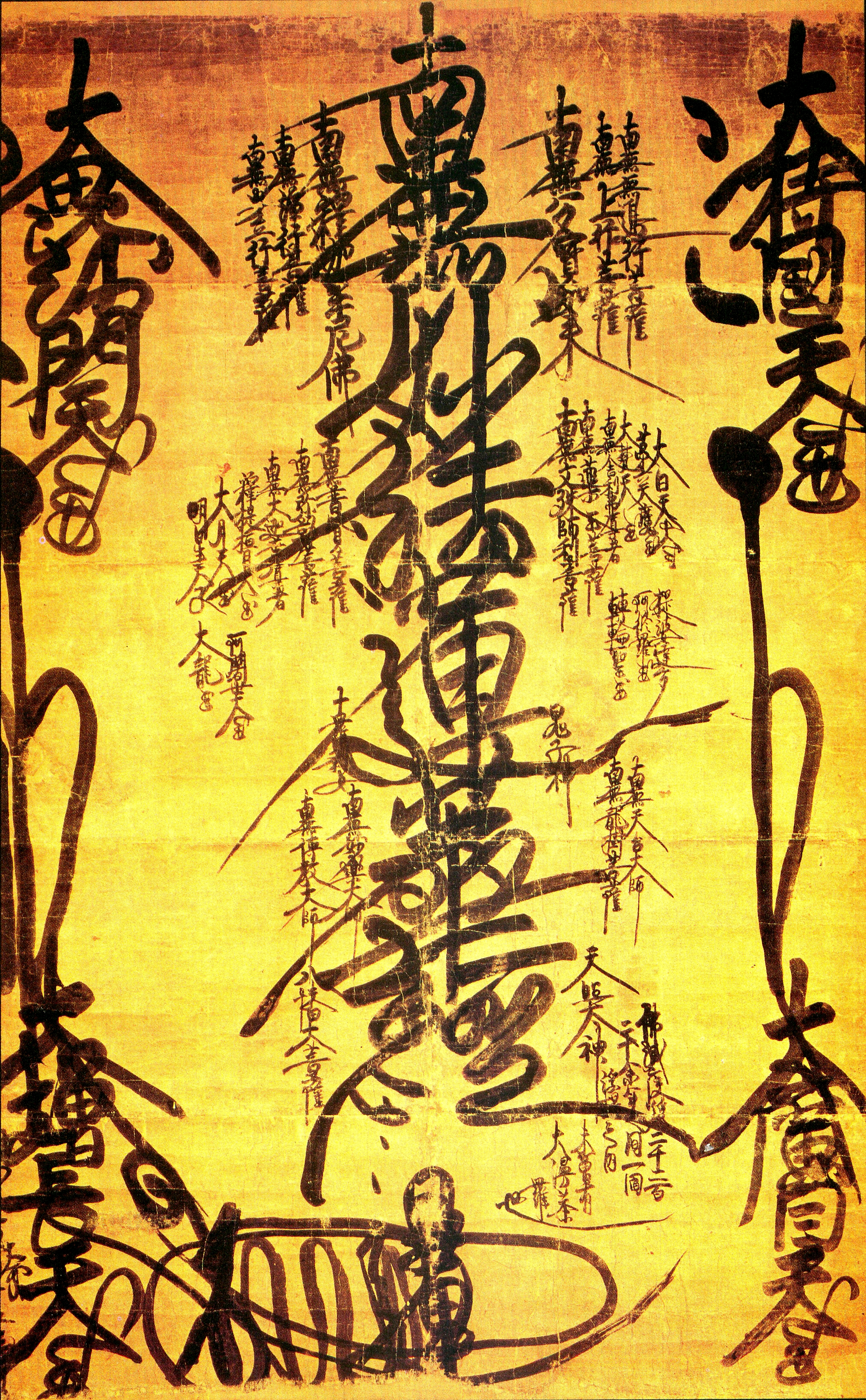
Mandala caligráfico (gohonzon) inscrito por Nichiren en 1280. Los caracteres centrales son el título del Sutra del Loto.

El monje japonés Nichiren (1222-1282) fundó una nueva escuela budista basada en su creencia de que el Sutra del Loto es "la última enseñanza de Buda", y que el títulodel sutra es su esencia, "la semilla de la budeidad". Originalmente era un monje Tendai, pero llegó a creer que Tendai se había corrompido y se había alejado del Sutra del Loto, centrándose en todo tipo de prácticas inútiles, como el budismo esotérico y el devocionalismo al buda Amida. Nichiren enseñó que cantar el título del Sutra del Loto (Namu Myōhō Renge Kyō) - era la única práctica budista eficaz en lo que él creía que era la actual era de decadencia del Dharma (Jp. mappo). Esto debía recitarse frente a un gohonzon ("objeto de veneración").  Según Stone, Nichiren creía que "el reino inmanente de Buda es una realidad siempre presente" a la que se podía acceder mediante esta práctica.
Nichiren sostenía que todas las demás sectas budistas estaban gravemente equivocadas y condenadas al infierno avīci porque "calumniaban el verdadero Dharma" (Jp. hōbō) al considerar que otras enseñanzas estaban por encima o eran iguales al Sutra del Loto. También sostuvo que el actual caos social y político en Japón era causado por este comportamiento. Por lo tanto, se encomendó a sí mismo y a sus seguidores la tarea de rescatar al mayor número posible de personas haciendo que abandonaran sus formas heréticas de budismo mediante la confrontación directa (shakubuku). Creía que establecer el verdadero dharma del loto en Japón conduciría a una paz duradera y se identificaba con el bodhisattva Viśiṣṭacāritra, líder de los bodhisattvas de la tierra que aparecen en el capítulo 15.
Así, Nichiren atacó con vehemencia las enseñanzas de todas las demás sectas budistas japonesas en persona y por escrito. Este comportamiento a menudo conducía a la persecución de Nichiren y sus segidores. Nichiren veía esta persecución como un acto compasivo de autosacrificio, que debía ser soportado. Para Nichiren, estas pruebas y tribulaciones se denominaban shikidoku ("leer [el Sutra del Loto] con el cuerpo") y se creía que quemaban el karma negativo. El budismo de Nichiren pasó por varios desarrollos y cismas después de la muerte de Nichiren.

#### Zen
Según Taigen Dan Leighton, el Sutra del Loto es una fuente clave para la visión del mundo y el estilo de Dōgen (1200-1263), el fundador japonés del Sōtō Zen. Dōgen escribe en su Shōbōgenzō que "comparados con este sūtra, todos los demás sūtras no son más que sus sirvientes, sus parientes, pues sólo él expone la verdad". En su Shōbōgenzō, Dogen habla directamente del Sūtra del Loto en el ensayo Hokke-Ten-Hokke, "La flor del Dharma gira la flor del Dharma". Durante sus últimos días, Dogen pasó su tiempo recitando y escribiendo el Sutra del Loto en su habitación a la que llamó "La Ermita del Sutra del Loto". El monje Ryōkan también estudió ampliamente el Sūtra del Loto y este sutra fue la mayor inspiración para su poesía y caligrafía.
 

El maestro Rinzai Hakuin Ekaku (1687-1768) alcanzó la iluminación mientras leía el tercer capítulo del Sutra del Loto. Hakuin escribe que cuando leyó por primera vez el sutra a los dieciséis años, se sintió decepcionado con él. Sin embargo, dieciséis años después, tras experimentar un despertar, escribió, 
"Una noche, después de algún tiempo, tomé el Sutra del Loto. De repente, penetré en el significado perfecto, verdadero y último del Loto. Las dudas que había mantenido inicialmente fueron destruidas y me di cuenta de que la comprensión que había obtenido hasta entonces estaba muy equivocada. Inconscientemente lancé un gran grito y rompí a llorar".

#### Desarrollos modernos

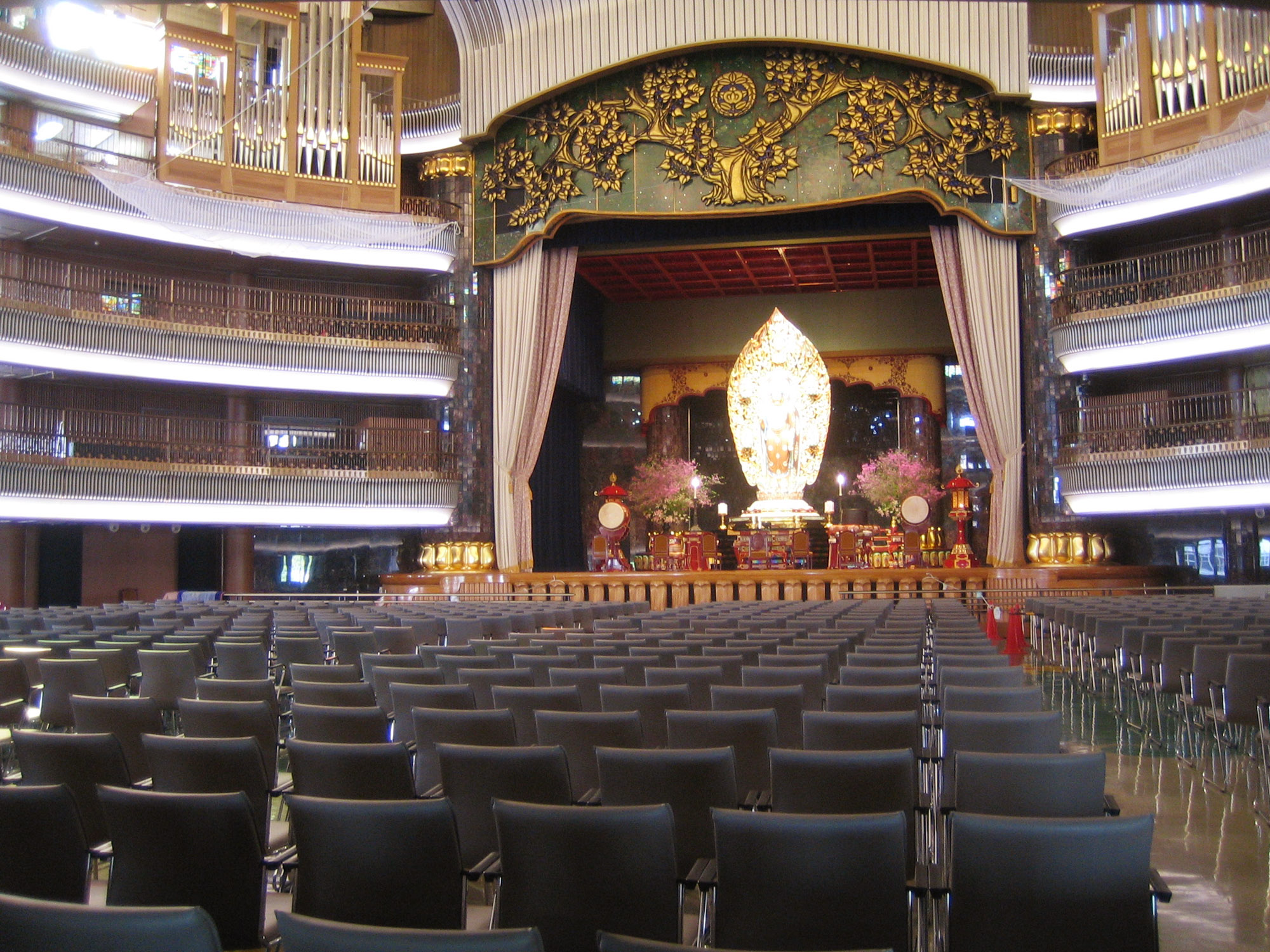
Gran sala sagrada de Risshō Kōsei Kai, uno de los nuevos movimientos religiosos japoneses centrados en el Sutra del Loto.

Según Shields, las interpretaciones modernistas del Sūtra del Loto comienzan con las aplicaciones nacionalistas de principios del siglo XX de Chigaku Tanaka, Nissho Honda, Seno'o y Nisshō Inoue. Las nuevas religiones japonesas comenzaron a formarse en el siglo XIX y la tendencia se aceleró después de la Segunda Guerra Mundial. Algunos de estos grupos han impulsado el estudio y la práctica del Sutra del Loto a escala mundial. Los nuevos movimientos religiosos más grandes son los grupos de laicos basados en el Sutra del Loto, como Reiyukai, Soka Gakkai, Risshō Kōsei Kai.
Según Jacqueline Stone, estos nuevos grupos basados en el Sutra del Loto también son conocidos por su activismo social, su labor de ayuda internacional y su trabajo por la paz. Según Stone, Sokka Gakkai generalmente sigue un enfoque exclusivista, creyendo que sólo el budismo de Nichiren puede traer la paz mundial. Por su parte, la Risshō Kōsei Kai sigue un enfoque ecuménico e inclusivo y es conocida por sus esfuerzos interreligiosos y su enfoque en la paz mundial. Según su cofundador Niwano Nikkyō (1906-1999), "el Sutra del Loto no es un nombre propio, sino la verdad fundamental -Dios, Alá o el vehículo único- en el corazón de todas las grandes religiones."
Según López, "la más famosa y exitosa de las nuevas religiones japonesas", "fue la Sōka Gakkai". Sōka Gakkai ("La Sociedad de Creación de Valores") fue una organización laica fundada por los nichirenistas Tsunesaburō Makiguchi (1871-1944) y Toda Jōsei (1900-1958). Se hizo conocida por sus agresivos esfuerzos de conversión basados en el shakubuku de confrontación, así como por su énfasis en los "beneficios de este mundo" (genze riyaku), como la buena salud y la prosperidad financiera que obtendrían aquellos que ayudaran a difundir el mensaje del Loto. La Sōka Gakkai estaba originalmente afiliada a Taisekiji, un templo Nichiren Shōshū, pero fue excomulgada de la Nichiren Shōshū en la década de 1990.

### El Sutra del Loto en Occidente
Una de las primeras menciones del Sutra del Loto por parte de un occidental se encuentra en la obra del misionero católico Matteo Ricci. En su obra en chino, La verdadera doctrina del Señor de los Cielos (Tianzhu shiyi), publicada en 1603, Ricci menciona el Sutra del Loto y denuncia su enseñanza.
La obra de Eugene Burnouf Introduction à l'histoire du Buddhisme indien (1844) marca el inicio de los estudios académicos modernos sobre el budismo en el occidente. Según López, este tomo "parece haber sido originalmente concebido para ayudar a los lectores a comprender el Sutra del Loto", cuya traducción Burnouf había completado en 1839. Burnouf decidió retrasar la publicación de esta traducción para poder escribir una introducción a la misma, es decir, su Introducción de 1844. La traducción al francés de Burnouf de un manuscrito sánscrito nepalí del Sutra del Loto, titulada "Le Lotus de la bonne loi traduit du Sanscrit accompagné d'un commentaire et de vingt et un mémoires relatifs au Buddhisme", se publicó póstumamente en 1852.
Burnouf apreciaba las "parábolas" (sánscrito: aupamya, "comparaciones", "analogías", descritas más exactamente como alegorías) que se encuentran en el Sutra del Loto, que le recordaban las parábolas del Nuevo Testamento. Escribiría "no conozco nada tan cristiano en toda asia" y veía en el Sutra del Loto un "cristianismo moral, lleno de compasión por todas las criaturas." También entendía el Sutra del Loto (así como otras obras mahayana) como textos posteriores, más "desarrollados" que los "simples" sutras anteriores, que contenían más contenido histórico y menos ideas metafísicas.
En el siglo XX, se hicieron numerosas traducciones del Sutra del Loto al inglés, francés, español y otras lenguas occidentales.

## Práctica del Sutra del Loto
Según Gene Reeves, "el Sutra del Loto preconiza con frecuencia prácticas concretas, que suelen estar relacionadas con el propio sutra. A menudo se dan como conjuntos de cuatro a seis prácticas, pero incluyen recibir y abrazar el sutra, escucharlo, leerlo y recitarlo, recordarlo correctamente, copiarlo, explicarlo, comprender su significado, ponderarlo, proclamarlo, practicar como enseña, honrarlo, protegerlo, hacer ofrendas a él, predicarlo y enseñarlo a otros, y llevar a otros a hacer cualquiera de estas cosas." El Sutra también promueve la construcción de estupas dondequiera que se predique el Sūtra del Loto.
El Sūtra del Loto también menciona las seis paramitas y el noble sendero óctuple. Se ha considerado que otros pasajes del Sutra promueven ciertas formas de vida. Por ejemplo, la historia del bodhisattva nunca irrespetuoso del capítulo 20 ha sido considerada por algunos como una enseñanza de que debemos ver a todos los seres como budas potenciales y tratarlos en consecuencia. Del mismo modo, otras partes del sutra se han interpretado como exhortaciones a compartir el Dharma del Loto con otras personas.

### En Asia Oriental

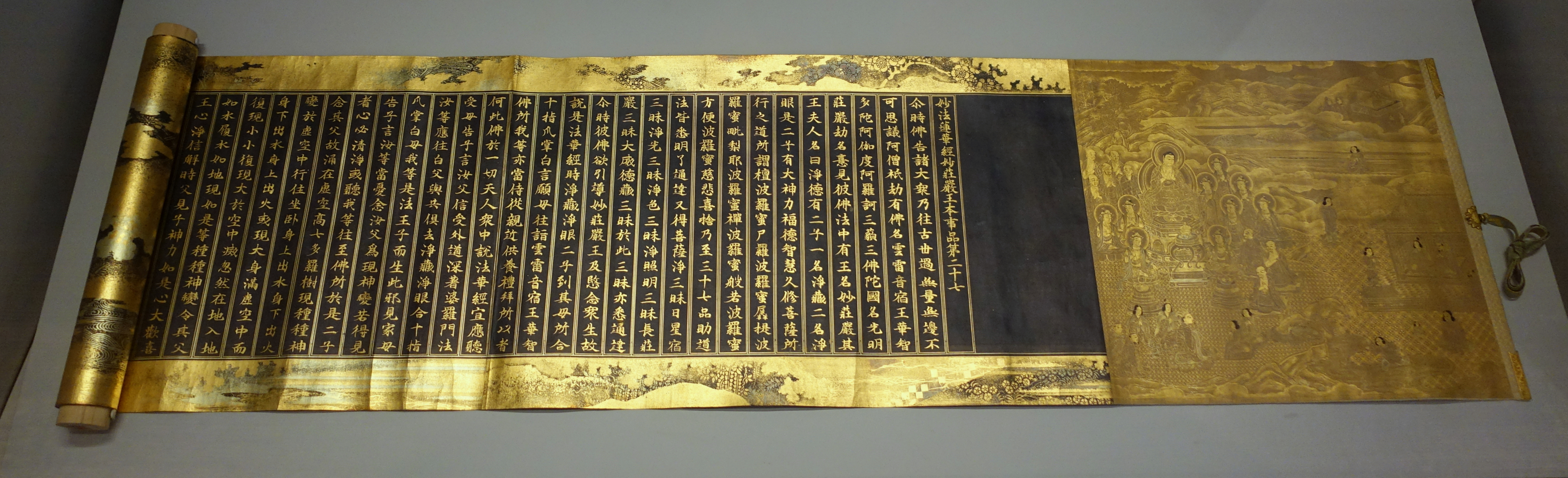
Un pergamino ornamentado del Sutra de Loto, periodo Edo, c. 1667.

El sūtra se convirtió en un texto extremadamente importante para la práctica religiosa en el budismo de Asia oriental, especialmente a través de la práctica devocional ritualizada. Un conjunto de prácticas particularmente importante son las "cinco prácticas del predicador del dharma" (que se encuentran en el capítulo 19), que son sostener, leer, recitar, explicar y copiar el sūtra.
Según Daniel Stevenson, "sostener el sutra", "no connota un régimen específico de práctica, sino que funciona como una designación genérica para la devoción al Sutra del Loto en todas sus formas, sobre todo la devoción enfocada y sostenida". Por lo tanto, es un término general para el abrazo entusiasta del sutra. El término deriva de la raíz sánscrita dhr, relacionada con dharani y podría referirse a la memorización y retención de la enseñanza, así como a la "aprehensión" más abstracta del Dharma en estados meditativos de samadhi. También podría referirse al almacenamiento, consagración y custodia de las copias físicas del sutra.
Se decía que estas prácticas eran muy meritorias y podían dar lugar a milagros. Los relatos que tratan de los milagros del Sutra del Loto, como los Relatos de la propagación del Sutra del Loto de Huixiang (c. siglo VII) se convirtieron en un género popular en China y Japón. La popularidad de estas prácticas se desprende del hecho de que un millar de copias del texto fueron selladas en las cuevas de Dunhuang en el siglo XI. El Sutra del Loto fue también uno de los textos budistas más memorizados, una práctica que se convirtió en un requisito para la ordenación monástica budista en varios momentos de la historia de China.
Estas prácticas solían estar patrocinadas por los estados asiáticos como forma de proteger a la nación, pero también las realizaban personas de todas las clases sociales. La recitación ritualizada, la copia del texto y las conferencias que explicaban el Sutra del Loto se realizaban en templos, santuarios y residencias privadas. Se creía que estas prácticas generaban muchos beneficios. Los beneficios espirituales podían incluir visiones de Budas, el renacimiento en una tierra pura, el despertar y la ayuda a los familiares fallecidos. Los beneficios mundanos incluían la paz, la curación y la protección contra el daño. De forma similar, la creación de diferentes formas de artes visuales, plásticas, caligráficas y escénicas basadas en el Sutra del Loto también llegó a considerarse una forma de práctica espiritual y un medio hábil. La producción de estas obras, que incluían los propios manuscritos del Sutra del Loto, podía convertirse en procesos altamente ritualizados. Asimismo, la narración de historias milagrosas y la composición de literatura basada en el Lotus Sūtra también se consideraban otra forma de practicar sus enseñanzas.
En China, la práctica extraída del capítulo 20 de ver a todos los seres como budas o "veneración universal" (pujing) se adoptó como práctica principal del "Movimiento de las Tres Etapas" de Xinxing (540-594). Mientras tanto, la autoinmolación del bodhisattva Rey de la Medicina inspiró una controvertida tradición de incinerar partes del propio cuerpo como una especie de devoción. El capítulo 25 también ha sido muy influyente en el devocionalismo asiático de Guanyin.
El canto del Sutra del Loto fue y sigue siendo ampliamente practicado en el budismo chino. A menudo se acompaña del instrumento del pez de madera y va precedido de diversos actos rituales, invocaciones, ofrendas y visualizaciones. Las obras del maestro Tiantai Zhiyi incluyen varias prácticas basadas en el Sutra del Loto, como el "Samādhi del Loto" y el "Rito de Arrepentimiento para el Samādhi del Loto". También se dice que Zhiyi memorizó todo el Sutra del Loto Triple. Zongxiao (1151-1214) menciona una práctica que consistía en realizar una o tres postraciones por cada carácter del sutra.

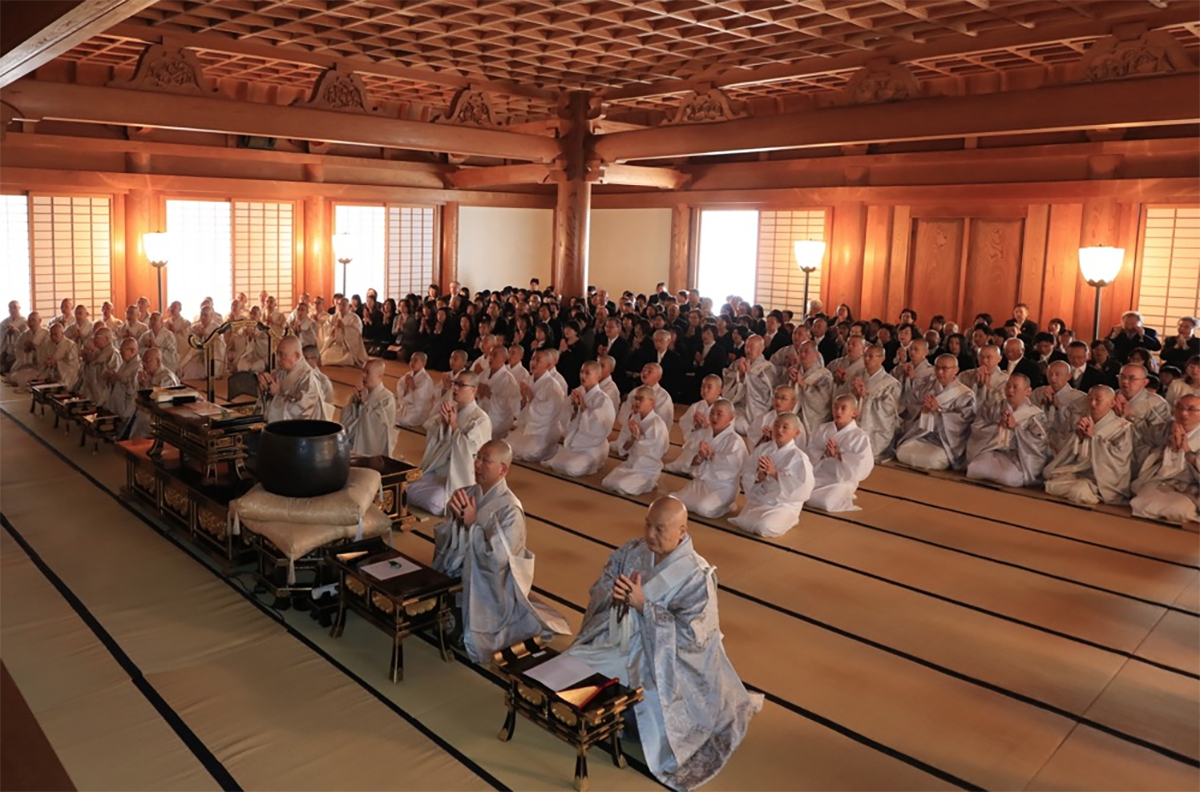
Sacerdotes de Nichiren Shōshū cantando el sutra

En la escuela japonesa Tendai, el Sutra del Loto es una parte importante del taimitsu ("esoterismo Tendai") donde forma parte de ciertos rituales, como el "rito del Loto" (hokke ho), "realizado para erradicar el pecado, construir el mérito y realizar el despertar." Según Stone y Teiser, "el mandala utilizado en este ritual representa a los dos budas Sakyamuni y Muchas Joyas sentados juntos en su patio central, tal como aparecían en el estupa enjoyado del Sutra del Loto."

En el budismo nichiren, la práctica central es la recitación del título del Sutra del Loto, llamado daimoku. Esta fórmula es Namu Myōhō Renge Kyō. Los budistas nichiren creen que esta frase contiene el significado de todo el sutra y contiene y sustituye a todas las demás prácticas budistas (que se consideran provisionales y ya no son eficaces). Al cantar esta frase con fe, se dice que uno puede alcanzar la budeidad en esta vida. Los budistas nichiren a menudo cantan esta frase mientras están frente a un "gran mandala" (daimandara), o un "objeto de culto venerado" (gohonzon), una práctica que fue promovida por el propio Nichiren. Nichiren creía que cantar mientras se contemplaba el gohonzon permitía entrar en el mandala de la asamblea del Loto.

## Traducciones
- Masiá Clavel, Juan; Ikuko Tani; Koichiro Yoshida; Masiá, Emilio (2009). El Sutra del Loto. Traducción directa del japonés; Salamanca. ISBN 978-84-301-1669-0
- Tizzano, Paula (2015). El sutra del loto. Herder Editorial. ASIN B010Q44U3M
- Tola, Fernando; Dragonetti, Carmen (2017). Sūtra del Loto de la Verdadera Doctrina: Saddharmapundarika Sūtra. ASIN B078KMXSFQ